# Liste des anciennes communes de l'Aveyron
Cette page a pour objectif de retracer toutes les modifications communales dans le département de l'Aveyron : les anciennes communes qui ont existé depuis la Révolution française, ainsi que les créations, les modifications officielles de nom, ainsi que les échanges de territoires entre communes.
Une vague prononcée de regroupements de communes a eu lieu ici dès la période révolutionnaire (certaines municipalités créées en 1790 ne comptaient qu'une poignée d'habitants, parfois moins de 30). Elle sera suivie d'une autre vague plus prononcée encore dans le premier tiers du XIXe siècle (divisant par deux le maillage communal), le mouvement s'est nettement stabilisé depuis lors. On a pu observer un contrecoup postérieurement à cette vague, un certain nombre de nouvelles communes ayant été rétablies jusqu'à une période récente (le dernier rétablissement date de 1952).
De 585 communes en 1800, dans le format actuel du département, le nombre a connu un étiage en 1850 avec 283 communes. Petit à petit une succession de créations en a fait remonter le nombre à 307 en 1960. Depuis lors, les regroupements entre communes n'ont été que ponctuels. La loi Marcellin dans les années 1970 n'aura quasiment pas laissé d'empreinte ici, tandis que le statut de commune nouvelle de 2010 a eu un succès un peu plus marqué, aidé par des communes devenues peu peuplées du fait de l'important exode rural. Aujourd'hui le département compte 285 communes (au 1er janvier 2025).
La création du département de Tarn-et-Garonne en 1808 a amputé le département de l'Aveyron de son canton de Saint-Antonin et de la petite vingtaine de communes le composant.

## Remarque
L'organisation administrative s'est construite de manière ambigüe au cours du XIXe siècle. Pour rationaliser le fonctionnement administratif dans son département, le premier préfet de l'Aveyron, Monsieur Sainthorent, décida dans son arrêté du 5 messidor an VIII (24 juin 1800) de réduire le nombre de communes. Chaque municipalité restait existante mais se retrouvait réunie avec d'autres au sein d'une même "mairie", seul lieu "officiel" où siégeaient les élus locaux, interlocuteurs administratifs. Des découpages parfois hasardeux réunissant des municipalités dans une même "mairie"  sans tenir compte des découpages ecclésiastiques (paroisses) ou judiciaires (justices de paix). En 1801, le département compte ainsi 585 municipalités ventilées en 191 "mairies".
Ces "pseudo" réunions de communes ne manquèrent pas de susciter des réactions tant de l'administration centrale que des communes "administrées", aux yeux de qui les lois devaient être appliquées de la même manière dans tous les départements de France. Ce redécoupage personnel sera donc reconnu illégal.
Pour simplifier la situation, la réorganisation du découpage communal dans le département va se faire progressivement, au cours des années 1820-1830, canton après canton, en regroupant des communes de trop petite taille, ou en en créant de nouvelles. Ceci est à l'origine du nombre important de fusions observables ici au cours de ces années-là, suivi d'un rétablissement également important dans les années suivantes, d'où un nombre de communes très fluctuant.
Nombre de communes portant des noms identiques sont distinguées en précisant leur canton d'appartenance.
La réduction du nombre de justices de paix (les actuels cantons) ordonnée par la loi du 8 pluviôse an IX, en listant les communes réparties par nouveaux cantons, nous donne une idée de la physionomie du département d'alors. L'arrêté concernant le département de l'Aveyron est visible ici.

## Changement de département
Le département de Tarn-et-Garonne est créé par Senatus Consulte du 4 novembre 1808. Le canton de Saint-Antonin est prélevé du département de l'Aveyron et rattaché au nouveau département, soit un total de 18 communes.
| Département de rattachement | Département d'origine | Canton concerné         | Communes concernées |
| --------------------------- | --------------------- | ----------------------- | --- |
| TARN-ET-GARONNE             | AVEYRON               | Canton de Saint-Antonin | L'Abadie, Alson, Arnac, Belpech, Castanet, Causse-Vieil, Cazals, Féneyrols, Ginals, Laguépie, Lexos, Parisot, Paulhac, Puech-Rondil, Saint-Antonin, Selgues, Varen et Verfeil |

## Fusions
| Nom de la nouvelle commune     | Communes réunies                                                                         | Régime                                                         | Date (et nature) de la décision                          | Date d'effet                                             |
| ------------------------------ | ---------------------------------------------------------------------------------------- | -------------------------------------------------------------- | -------------------------------------------------------- | -------------------------------------------------------- |
| Druelle Balsac                 | Balsac                                                                                   | commune nouvelle (SANS communes déléguées depuis le 1-1-2020)  | 6 septembre 2016 (Arrêté)                                | 1er janvier 2017                                         |
| Druelle Balsac                 | Druelle                                                                                  | commune nouvelle (SANS communes déléguées depuis le 1-1-2020)  | 6 septembre 2016 (Arrêté)                                | 1er janvier 2017                                         |
| Palmas d'Aveyron               | Palmas                                                                                   | commune nouvelle (avec communes déléguées)                     | 30 novembre 2015 (Arrêté)                                | 1er janvier 2016                                         |
| Palmas d'Aveyron               | Coussergues                                                                              | commune nouvelle (avec communes déléguées)                     | 30 novembre 2015 (Arrêté)                                | 1er janvier 2016                                         |
| Palmas d'Aveyron               | Cruéjouls                                                                                | commune nouvelle (avec communes déléguées)                     | 30 novembre 2015 (Arrêté)                                | 1er janvier 2016                                         |
| Laissac-Sévérac l'Église       | Laissac                                                                                  | commune nouvelle (SANS communes déléguées depuis le 27-5-2021) | 25 novembre 2015 (Arrêté)                                | 1er janvier 2016                                         |
| Laissac-Sévérac l'Église       | Sévérac-l'Église                                                                         | commune nouvelle (SANS communes déléguées depuis le 27-5-2021) | 25 novembre 2015 (Arrêté)                                | 1er janvier 2016                                         |
| Conques-en-Rouergue            | Conques                                                                                  | commune nouvelle (avec communes déléguées)                     | 19 novembre 2015 (Arrêté)                                | 1er janvier 2016                                         |
| Conques-en-Rouergue            | Grand-Vabre                                                                              | commune nouvelle (avec communes déléguées)                     | 19 novembre 2015 (Arrêté)                                | 1er janvier 2016                                         |
| Conques-en-Rouergue            | Noailhac                                                                                 | commune nouvelle (avec communes déléguées)                     | 19 novembre 2015 (Arrêté)                                | 1er janvier 2016                                         |
| Conques-en-Rouergue            | Saint-Cyprien-sur-Dourdou                                                                | commune nouvelle (avec communes déléguées)                     | 19 novembre 2015 (Arrêté)                                | 1er janvier 2016                                         |
| Argences en Aubrac             | Sainte-Geneviève-sur-Argence                                                             | commune nouvelle (SANS communes déléguées depuis le 25-5-2020) | 18 novembre 2015 (Arrêté)                                | 1er janvier 2016                                         |
| Argences en Aubrac             | Alpuech                                                                                  | commune nouvelle (SANS communes déléguées depuis le 25-5-2020) | 18 novembre 2015 (Arrêté)                                | 1er janvier 2016                                         |
| Argences en Aubrac             | Graissac                                                                                 | commune nouvelle (SANS communes déléguées depuis le 25-5-2020) | 18 novembre 2015 (Arrêté)                                | 1er janvier 2016                                         |
| Argences en Aubrac             | Lacalm                                                                                   | commune nouvelle (SANS communes déléguées depuis le 25-5-2020) | 18 novembre 2015 (Arrêté)                                | 1er janvier 2016                                         |
| Argences en Aubrac             | La Terrisse                                                                              | commune nouvelle (SANS communes déléguées depuis le 25-5-2020) | 18 novembre 2015 (Arrêté)                                | 1er janvier 2016                                         |
| Argences en Aubrac             | Vitrac-en-Viadène                                                                        | commune nouvelle (SANS communes déléguées depuis le 25-5-2020) | 18 novembre 2015 (Arrêté)                                | 1er janvier 2016                                         |
| Le Bas Ségala                  | La Bastide-l'Évêque                                                                      | commune nouvelle (avec communes déléguées)                     | 6 novembre 2015 (Arrêté)                                 | 1er janvier 2016                                         |
| Le Bas Ségala                  | Saint-Salvadou                                                                           | commune nouvelle (avec communes déléguées)                     | 6 novembre 2015 (Arrêté)                                 | 1er janvier 2016                                         |
| Le Bas Ségala                  | Vabre-Tizac                                                                              | commune nouvelle (avec communes déléguées)                     | 6 novembre 2015 (Arrêté)                                 | 1er janvier 2016                                         |
| Saint Geniez d'Olt et d'Aubrac | Saint-Geniez-d'Olt                                                                       | commune nouvelle (avec communes déléguées)                     | 6 novembre 2015 (Arrêté)                                 | 1er janvier 2016                                         |
| Saint Geniez d'Olt et d'Aubrac | Aurelle-Verlac                                                                           | commune nouvelle (avec communes déléguées)                     | 6 novembre 2015 (Arrêté)                                 | 1er janvier 2016                                         |
| Sévérac d'Aveyron              | Sévérac-le-Château                                                                       | commune nouvelle (avec communes déléguées)                     | 6 novembre 2015 (Arrêté)                                 | 1er janvier 2016                                         |
| Sévérac d'Aveyron              | Buzeins                                                                                  | commune nouvelle (avec communes déléguées)                     | 6 novembre 2015 (Arrêté)                                 | 1er janvier 2016                                         |
| Sévérac d'Aveyron              | Lapanouse                                                                                | commune nouvelle (avec communes déléguées)                     | 6 novembre 2015 (Arrêté)                                 | 1er janvier 2016                                         |
| Sévérac d'Aveyron              | Lavernhe                                                                                 | commune nouvelle (avec communes déléguées)                     | 6 novembre 2015 (Arrêté)                                 | 1er janvier 2016                                         |
| Sévérac d'Aveyron              | Recoules-Prévinquières                                                                   | commune nouvelle (avec communes déléguées)                     | 6 novembre 2015 (Arrêté)                                 | 1er janvier 2016                                         |
| Viviez-les-Albres              | Viviez (commune rétablie en 1978)                                                        | fusion association (dissoute en 1978)                          | 14 novembre 1974 (Arrêté)                                | 1er janvier 1975                                         |
| Viviez-les-Albres              | Les Albres (commune rétablie en 1978)                                                    | fusion association (dissoute en 1978)                          | 14 novembre 1974 (Arrêté)                                | 1er janvier 1975                                         |
| Causse-et-Diège                | Salvagnac-Saint-Loup                                                                     | fusion association                                             | 13 septembre 1973 (Arrêté)                               | 1er novembre 1973                                        |
| Causse-et-Diège                | Loupiac                                                                                  | fusion association                                             | 13 septembre 1973 (Arrêté)                               | 1er novembre 1973                                        |
| Baraqueville                   | Carcenac-Peyralès                                                                        | fusion simple                                                  | 6 novembre 1972 (Arrêté)                                 | 1er janvier 1973                                         |
| Baraqueville                   | Vors                                                                                     | fusion simple                                                  | 6 novembre 1972 (Arrêté)                                 | 1er janvier 1973                                         |
| Najac                          | Najac                                                                                    | fusion                                                         | 17 février 1965 (Arrêté)                                 | 26 février 1965                                          |
| Najac                          | Villevayre                                                                               | fusion                                                         | 17 février 1965 (Arrêté)                                 | 26 février 1965                                          |
| La Bastide-l'Évêque            | La Bastide-l'Évêque                                                                      | fusion                                                         | 6 juillet 1862 (Loi)                                     | 6 juillet 1862 (Loi)                                     |
| La Bastide-l'Évêque            | Cabanes (canton de Rieupeyroux)                                                          | fusion                                                         | 6 juillet 1862 (Loi)                                     | 6 juillet 1862 (Loi)                                     |
| La Bastide-l'Évêque            | Cadour                                                                                   | fusion                                                         | 6 juillet 1862 (Loi)                                     | 6 juillet 1862 (Loi)                                     |
| La Bastide-l'Évêque            | Teulières                                                                                | fusion                                                         | 6 juillet 1862 (Loi)                                     | 6 juillet 1862 (Loi)                                     |
| Clairvaux                      | Clairvaux                                                                                | fusion                                                         | 24 juillet 1860 (Loi)                                    | 24 juillet 1860 (Loi)                                    |
| Clairvaux                      | Balsac (commune rétablie en 1866)                                                        | fusion                                                         | 24 juillet 1860 (Loi)                                    | 24 juillet 1860 (Loi)                                    |
| Clairvaux                      | Bruéjouls                                                                                | fusion                                                         | 24 juillet 1860 (Loi)                                    | 24 juillet 1860 (Loi)                                    |
| Clairvaux                      | Panat                                                                                    | fusion                                                         | 24 juillet 1860 (Loi)                                    | 24 juillet 1860 (Loi)                                    |
| Clairvaux                      | Ruffepeyre                                                                               | fusion                                                         | 24 juillet 1860 (Loi)                                    | 24 juillet 1860 (Loi)                                    |
| Rieupeyroux                    | Rieupeyroux                                                                              | fusion                                                         | 9 août 1847 (Loi)                                        | 9 août 1847 (Loi)                                        |
| Rieupeyroux                    | Lasval (canton de Rieupeyroux)                                                           | fusion                                                         | 9 août 1847 (Loi)                                        | 9 août 1847 (Loi)                                        |
| Rieupeyroux                    | Rouffiac                                                                                 | fusion                                                         | 9 août 1847 (Loi)                                        | 9 août 1847 (Loi)                                        |
| Montpaon                       | Montpaon                                                                                 | fusion                                                         | 13 février 1845 (Ordonnance)                             | 13 février 1845 (Ordonnance)                             |
| Montpaon                       | Saint-Beaulize (commune rétablie en 1878)                                                | fusion                                                         | 13 février 1845 (Ordonnance)                             | 13 février 1845 (Ordonnance)                             |
| Le Truel                       | Le Truel-de-la Romiguière                                                                | fusion                                                         | 2 juin 1844 (Loi)                                        | 2 juin 1844 (Loi)                                        |
| Le Truel                       | Ayssènes-Broquiès (commune rétablie en 1874 pour former la nouvelle commune d'Ayssènes)  | fusion                                                         | 2 juin 1844 (Loi)                                        | 2 juin 1844 (Loi)                                        |
| Le Truel                       | Ayssènes-l'Abbesse (commune rétablie en 1874 pour former la nouvelle commune d'Ayssènes) | fusion                                                         | 2 juin 1844 (Loi)                                        | 2 juin 1844 (Loi)                                        |
| Cornus                         | Cornus                                                                                   | fusion                                                         | 27 juin 1843 (Loi)                                       | 27 juin 1843 (Loi)                                       |
| Cornus                         | La Bastide-des-Fonts                                                                     | fusion                                                         | 27 juin 1843 (Loi)                                       | 27 juin 1843 (Loi)                                       |
| Cornus                         | Canals-et-Sorgues                                                                        | fusion                                                         | 27 juin 1843 (Loi)                                       | 27 juin 1843 (Loi)                                       |
| Saint-Laurent-d'Olt            | Saint-Laurent-d'Olt                                                                      | fusion                                                         | 27 juin 1843 (Loi)                                       | 27 juin 1843 (Loi)                                       |
| Saint-Laurent-d'Olt            | Canet-d'Olt                                                                              | fusion                                                         | 27 juin 1843 (Loi)                                       | 27 juin 1843 (Loi)                                       |
| Castelnau-de-Mandailles        | Castelnau (canton d'Espalion)                                                            | fusion                                                         | 18 juin 1843 (Loi)                                       | 18 juin 1843 (Loi)                                       |
| Castelnau-de-Mandailles        | Mandailles                                                                               | fusion                                                         | 18 juin 1843 (Loi)                                       | 18 juin 1843 (Loi)                                       |
| Saint-Rome-de-Tarn             | Saint-Rome-de-Tarn                                                                       | fusion                                                         | 18 juin 1843 (Loi)                                       | 18 juin 1843 (Loi)                                       |
| Saint-Rome-de-Tarn             | Gozon (commune rétablie en 1852, sous le nom de Les Costes)                              | fusion                                                         | 18 juin 1843 (Loi)                                       | 18 juin 1843 (Loi)                                       |
| Saint-Rome-de-Tarn             | Saint-Michel-de-Landesque (rattachée à Les Costes lors de son rétablissement en 1852)    | fusion                                                         | 18 juin 1843 (Loi)                                       | 18 juin 1843 (Loi)                                       |
| Saint-Rome-de-Tarn             | Saint-Victor (commune rétablie en 1852)                                                  | fusion                                                         | 18 juin 1843 (Loi)                                       | 18 juin 1843 (Loi)                                       |
| Broquiès                       | Broquiès                                                                                 | fusion                                                         | 4 juin 1842 (Loi)                                        | 4 juin 1842 (Loi)                                        |
| Broquiès                       | La Cazotte                                                                               | fusion                                                         | 4 juin 1842 (Loi)                                        | 4 juin 1842 (Loi)                                        |
| Vézins                         | Vézins                                                                                   | fusion                                                         | 4 juin 1842 (Loi)                                        | 4 juin 1842 (Loi)                                        |
| Vézins                         | Le Crouzet                                                                               | fusion                                                         | 4 juin 1842 (Loi)                                        | 4 juin 1842 (Loi)                                        |
| Saint-Rome-de-Cernon           | Saint-Rome-de-Cernon                                                                     | fusion                                                         | 29 avril 1841 (Loi)                                      | 29 avril 1841 (Loi)                                      |
| Saint-Rome-de-Cernon           | Montclarat                                                                               | fusion                                                         | 29 avril 1841 (Loi)                                      | 29 avril 1841 (Loi)                                      |
| Saint-Affrique                 | Saint-Affrique                                                                           | fusion                                                         | 7 avril 1840 (Ordonnance)                                | 7 avril 1840 (Ordonnance)                                |
| Saint-Affrique                 | Bedos-Peyralle                                                                           | fusion                                                         | 7 avril 1840 (Ordonnance)                                | 7 avril 1840 (Ordonnance)                                |
| Saint-Affrique                 | Bournac                                                                                  | fusion                                                         | 7 avril 1840 (Ordonnance)                                | 7 avril 1840 (Ordonnance)                                |
| Saint-Affrique                 | Saint-Étienne-de-Naucoules                                                               | fusion                                                         | 7 avril 1840 (Ordonnance)                                | 7 avril 1840 (Ordonnance)                                |
| Saint-Affrique                 | Vendeloves                                                                               | fusion                                                         | 7 avril 1840 (Ordonnance)                                | 7 avril 1840 (Ordonnance)                                |
| Vabres                         | Vabres (canton de Saint-Affrique)                                                        | fusion                                                         | 21 octobre 1839 (Ordonnance)                             | 21 octobre 1839 (Ordonnance)                             |
| Vabres                         | Rayssac                                                                                  | fusion                                                         | 21 octobre 1839 (Ordonnance)                             | 21 octobre 1839 (Ordonnance)                             |
| Vabres                         | Segonzac                                                                                 | fusion                                                         | 21 octobre 1839 (Ordonnance)                             | 21 octobre 1839 (Ordonnance)                             |
| Condom                         | Condom                                                                                   | fusion                                                         | 3 juillet 1837 (Ordonnance)                              | 3 juillet 1837 (Ordonnance)                              |
| Condom                         | Aunac                                                                                    | fusion                                                         | 3 juillet 1837 (Ordonnance)                              | 3 juillet 1837 (Ordonnance)                              |
| Druelle                        | Druelle                                                                                  | fusion                                                         | 3 juillet 1837 (Ordonnance)                              | 3 juillet 1837 (Ordonnance)                              |
| Druelle                        | Abbas                                                                                    | fusion                                                         | 3 juillet 1837 (Ordonnance)                              | 3 juillet 1837 (Ordonnance)                              |
| Druelle                        | Agnac                                                                                    | fusion                                                         | 3 juillet 1837 (Ordonnance)                              | 3 juillet 1837 (Ordonnance)                              |
| Druelle                        | Ampiac                                                                                   | fusion                                                         | 3 juillet 1837 (Ordonnance)                              | 3 juillet 1837 (Ordonnance)                              |
| Druelle                        | Ayssials-Lagarrigue                                                                      | fusion                                                         | 3 juillet 1837 (Ordonnance)                              | 3 juillet 1837 (Ordonnance)                              |
| Druelle                        | Castan                                                                                   | fusion                                                         | 3 juillet 1837 (Ordonnance)                              | 3 juillet 1837 (Ordonnance)                              |
| Druelle                        | Is-Bonnecombe                                                                            | fusion                                                         | 3 juillet 1837 (Ordonnance)                              | 3 juillet 1837 (Ordonnance)                              |
| Gabriac                        | Gabriac (canton de Bozouls)                                                              | fusion                                                         | 3 juillet 1837 (Ordonnance)                              | 3 juillet 1837 (Ordonnance)                              |
| Gabriac                        | Ceyrac                                                                                   | fusion                                                         | 3 juillet 1837 (Ordonnance)                              | 3 juillet 1837 (Ordonnance)                              |
| Gabriac                        | Tholet                                                                                   | fusion                                                         | 3 juillet 1837 (Ordonnance)                              | 3 juillet 1837 (Ordonnance)                              |
| Lassouts                       | Lassouts                                                                                 | fusion                                                         | 3 juillet 1837 (Ordonnance)                              | 3 juillet 1837 (Ordonnance)                              |
| Lassouts                       | Roquelaure                                                                               | fusion                                                         | 3 juillet 1837 (Ordonnance)                              | 3 juillet 1837 (Ordonnance)                              |
| Le Monastère                   | Le Monastère                                                                             | fusion                                                         | 3 juillet 1837 (Ordonnance)                              | 3 juillet 1837 (Ordonnance)                              |
| Le Monastère                   | Banocrès                                                                                 | fusion                                                         | 3 juillet 1837 (Ordonnance)                              | 3 juillet 1837 (Ordonnance)                              |
| Le Monastère                   | Boutonnet                                                                                | fusion                                                         | 3 juillet 1837 (Ordonnance)                              | 3 juillet 1837 (Ordonnance)                              |
| Le Monastère                   | Combelles                                                                                | fusion                                                         | 3 juillet 1837 (Ordonnance)                              | 3 juillet 1837 (Ordonnance)                              |
| Le Monastère                   | Foulloubous                                                                              | fusion                                                         | 3 juillet 1837 (Ordonnance)                              | 3 juillet 1837 (Ordonnance)                              |
| Le Monastère                   | Rendeynes                                                                                | fusion                                                         | 3 juillet 1837 (Ordonnance)                              | 3 juillet 1837 (Ordonnance)                              |
| Montbazens                     | Montbazens                                                                               | fusion                                                         | 3 juillet 1837 (Ordonnance)                              | 3 juillet 1837 (Ordonnance)                              |
| Montbazens                     | Lugan (commune rétablie en 1843)                                                         | fusion                                                         | 3 juillet 1837 (Ordonnance)                              | 3 juillet 1837 (Ordonnance)                              |
| Montbazens                     | Roussennac (commune rétablie en 1843)                                                    | fusion                                                         | 3 juillet 1837 (Ordonnance)                              | 3 juillet 1837 (Ordonnance)                              |
| Moyrazès                       | Moyrazès                                                                                 | fusion                                                         | 3 juillet 1837 (Ordonnance)                              | 3 juillet 1837 (Ordonnance)                              |
| Moyrazès                       | Bonnecombe-Paréage                                                                       | fusion                                                         | 3 juillet 1837 (Ordonnance)                              | 3 juillet 1837 (Ordonnance)                              |
| Moyrazès                       | Cassarou-les-Aumières                                                                    | fusion                                                         | 3 juillet 1837 (Ordonnance)                              | 3 juillet 1837 (Ordonnance)                              |
| Nauviale                       | Nauviale                                                                                 | fusion                                                         | 3 juillet 1837 (Ordonnance)                              | 3 juillet 1837 (Ordonnance)                              |
| Nauviale                       | Combret (canton de Marcillac)                                                            | fusion                                                         | 3 juillet 1837 (Ordonnance)                              | 3 juillet 1837 (Ordonnance)                              |
| Olemps                         | Olemps                                                                                   | fusion                                                         | 3 juillet 1837 (Ordonnance)                              | 3 juillet 1837 (Ordonnance)                              |
| Olemps                         | Caissiols                                                                                | fusion                                                         | 3 juillet 1837 (Ordonnance)                              | 3 juillet 1837 (Ordonnance)                              |
| Olemps                         | Cassagnettes                                                                             | fusion                                                         | 3 juillet 1837 (Ordonnance)                              | 3 juillet 1837 (Ordonnance)                              |
| Olemps                         | Lagarrigue                                                                               | fusion                                                         | 3 juillet 1837 (Ordonnance)                              | 3 juillet 1837 (Ordonnance)                              |
| Olemps                         | Malan                                                                                    | fusion                                                         | 3 juillet 1837 (Ordonnance)                              | 3 juillet 1837 (Ordonnance)                              |
| Olemps                         | La Mouline                                                                               | fusion                                                         | 3 juillet 1837 (Ordonnance)                              | 3 juillet 1837 (Ordonnance)                              |
| Olemps                         | Puech-Camp                                                                               | fusion                                                         | 3 juillet 1837 (Ordonnance)                              | 3 juillet 1837 (Ordonnance)                              |
| Olemps                         | Toizac                                                                                   | fusion                                                         | 3 juillet 1837 (Ordonnance)                              | 3 juillet 1837 (Ordonnance)                              |
| Onet-le-Château                | Onet-le-Château                                                                          | fusion                                                         | 3 juillet 1837 (Ordonnance)                              | 3 juillet 1837 (Ordonnance)                              |
| Onet-le-Château                | Cabaniols                                                                                | fusion                                                         | 3 juillet 1837 (Ordonnance)                              | 3 juillet 1837 (Ordonnance)                              |
| Onet-le-Château                | Le Causse-d'Is                                                                           | fusion                                                         | 3 juillet 1837 (Ordonnance)                              | 3 juillet 1837 (Ordonnance)                              |
| Onet-le-Château                | Floirac (canton de Rodez)                                                                | fusion                                                         | 3 juillet 1837 (Ordonnance)                              | 3 juillet 1837 (Ordonnance)                              |
| Onet-le-Château                | Is                                                                                       | fusion                                                         | 3 juillet 1837 (Ordonnance)                              | 3 juillet 1837 (Ordonnance)                              |
| Onet-le-Château                | Limouze                                                                                  | fusion                                                         | 3 juillet 1837 (Ordonnance)                              | 3 juillet 1837 (Ordonnance)                              |
| Onet-le-Château                | Puech-Baurès                                                                             | fusion                                                         | 3 juillet 1837 (Ordonnance)                              | 3 juillet 1837 (Ordonnance)                              |
| Onet-le-Château                | Saint-Mayme                                                                              | fusion                                                         | 3 juillet 1837 (Ordonnance)                              | 3 juillet 1837 (Ordonnance)                              |
| Onet-le-Château                | Vabre (canton de Rodez)                                                                  | fusion                                                         | 3 juillet 1837 (Ordonnance)                              | 3 juillet 1837 (Ordonnance)                              |
| Pomayrols                      | Pomayrols                                                                                | fusion                                                         | 3 juillet 1837 (Ordonnance)                              | 3 juillet 1837 (Ordonnance)                              |
| Pomayrols                      | Aurelle (commune rétablie en 1844)                                                       | fusion                                                         | 3 juillet 1837 (Ordonnance)                              | 3 juillet 1837 (Ordonnance)                              |
| Privezac                       | Privezac                                                                                 | fusion                                                         | 3 juillet 1837 (Ordonnance)                              | 3 juillet 1837 (Ordonnance)                              |
| Privezac                       | Lanuéjouls (commune rétablie en 1907)                                                    | fusion                                                         | 3 juillet 1837 (Ordonnance)                              | 3 juillet 1837 (Ordonnance)                              |
| Privezac                       | Le Rey                                                                                   | fusion                                                         | 3 juillet 1837 (Ordonnance)                              | 3 juillet 1837 (Ordonnance)                              |
| Saint-Chély                    | Saint-Chély                                                                              | fusion                                                         | 3 juillet 1837 (Ordonnance)                              | 3 juillet 1837 (Ordonnance)                              |
| Saint-Chély                    | Bonnefon                                                                                 | fusion                                                         | 3 juillet 1837 (Ordonnance)                              | 3 juillet 1837 (Ordonnance)                              |
| Saint-Chély                    | Le Pouget (canton de Saint-Chély)                                                        | fusion                                                         | 3 juillet 1837 (Ordonnance)                              | 3 juillet 1837 (Ordonnance)                              |
| Saint-Geniez-d'Olt             | Saint-Geniez-d'Olt                                                                       | fusion                                                         | 3 juillet 1837 (Ordonnance)                              | 3 juillet 1837 (Ordonnance)                              |
| Saint-Geniez-d'Olt             | Marnhac                                                                                  | fusion                                                         | 3 juillet 1837 (Ordonnance)                              | 3 juillet 1837 (Ordonnance)                              |
| Sainte-Radegonde               | Sainte-Radegonde                                                                         | fusion                                                         | 3 juillet 1837 (Ordonnance)                              | 3 juillet 1837 (Ordonnance)                              |
| Sainte-Radegonde               | La Besse-Monastère                                                                       | fusion                                                         | 3 juillet 1837 (Ordonnance)                              | 3 juillet 1837 (Ordonnance)                              |
| Sainte-Radegonde               | Bouzinhac                                                                                | fusion                                                         | 3 juillet 1837 (Ordonnance)                              | 3 juillet 1837 (Ordonnance)                              |
| Sainte-Radegonde               | Saint-Geniès (canton de Rodez)                                                           | fusion                                                         | 3 juillet 1837 (Ordonnance)                              | 3 juillet 1837 (Ordonnance)                              |
| Vaureilles                     | Vaureilles                                                                               | fusion                                                         | 3 juillet 1837 (Ordonnance)                              | 3 juillet 1837 (Ordonnance)                              |
| Vaureilles                     | Pachins (canton de Montbazens)                                                           | fusion                                                         | 3 juillet 1837 (Ordonnance)                              | 3 juillet 1837 (Ordonnance)                              |
| Vors                           | Vors-de-Calmont                                                                          | fusion                                                         | 3 juillet 1837 (Ordonnance)                              | 3 juillet 1837 (Ordonnance)                              |
| Vors                           | Vors-de-Rodez                                                                            | fusion                                                         | 3 juillet 1837 (Ordonnance)                              | 3 juillet 1837 (Ordonnance)                              |
| Vors                           | Lax                                                                                      | fusion                                                         | 3 juillet 1837 (Ordonnance)                              | 3 juillet 1837 (Ordonnance)                              |
| Asprières                      | Asprières                                                                                | fusion                                                         | 9 novembre 1834 (Ordonnance)                             | 9 novembre 1834 (Ordonnance)                             |
| Asprières                      | Les Albres (commune rétablie en 1877)                                                    | fusion                                                         | 9 novembre 1834 (Ordonnance)                             | 9 novembre 1834 (Ordonnance)                             |
| Asprières                      | Vernet-le-Haut                                                                           | fusion                                                         | 9 novembre 1834 (Ordonnance)                             | 9 novembre 1834 (Ordonnance)                             |
| Bouillac                       | Bouillac                                                                                 | fusion                                                         | 9 novembre 1834 (Ordonnance)                             | 9 novembre 1834 (Ordonnance)                             |
| Bouillac                       | Saint-Martin-de-Bouillac                                                                 | fusion                                                         | 9 novembre 1834 (Ordonnance)                             | 9 novembre 1834 (Ordonnance)                             |
| Foissac                        | Foissac                                                                                  | fusion                                                         | 9 novembre 1834 (Ordonnance)                             | 9 novembre 1834 (Ordonnance)                             |
| Foissac                        | Balaguier (canton de Capdenac) (commune rétablie en 1839)                                | fusion                                                         | 9 novembre 1834 (Ordonnance)                             | 9 novembre 1834 (Ordonnance)                             |
| Foissac                        | Vernet-le-Bas (rattachée à Balaguier lors de son rétablissement en 1839)                 | fusion                                                         | 9 novembre 1834 (Ordonnance)                             | 9 novembre 1834 (Ordonnance)                             |
| La Fouillade                   | La Fouillade                                                                             | fusion                                                         | 9 novembre 1834 (Ordonnance)                             | 9 novembre 1834 (Ordonnance)                             |
| La Fouillade                   | Arcanhac                                                                                 | fusion                                                         | 9 novembre 1834 (Ordonnance)                             | 9 novembre 1834 (Ordonnance)                             |
| Loupiac                        | Loupiac                                                                                  | fusion                                                         | 9 novembre 1834 (Ordonnance)                             | 9 novembre 1834 (Ordonnance)                             |
| Loupiac                        | Mas-del-Causse                                                                           | fusion                                                         | 9 novembre 1834 (Ordonnance)                             | 9 novembre 1834 (Ordonnance)                             |
| Loupiac                        | Prix                                                                                     | fusion                                                         | 9 novembre 1834 (Ordonnance)                             | 9 novembre 1834 (Ordonnance)                             |
| Lunac                          | Lunac                                                                                    | fusion                                                         | 9 novembre 1834 (Ordonnance)                             | 9 novembre 1834 (Ordonnance)                             |
| Lunac                          | L'Hom                                                                                    | fusion                                                         | 9 novembre 1834 (Ordonnance)                             | 9 novembre 1834 (Ordonnance)                             |
| Lunac                          | Las Mazières                                                                             | fusion                                                         | 9 novembre 1834 (Ordonnance)                             | 9 novembre 1834 (Ordonnance)                             |
| Monteils                       | Monteils (canton de Najac)                                                               | fusion                                                         | 9 novembre 1834 (Ordonnance)                             | 9 novembre 1834 (Ordonnance)                             |
| Monteils                       | Courbières                                                                               | fusion                                                         | 9 novembre 1834 (Ordonnance)                             | 9 novembre 1834 (Ordonnance)                             |
| Morlhon                        | Morlhon                                                                                  | fusion                                                         | 9 novembre 1834 (Ordonnance)                             | 9 novembre 1834 (Ordonnance)                             |
| Morlhon                        | Marmont                                                                                  | fusion                                                         | 9 novembre 1834 (Ordonnance)                             | 9 novembre 1834 (Ordonnance)                             |
| Naussac                        | Naussac                                                                                  | fusion                                                         | 9 novembre 1834 (Ordonnance)                             | 9 novembre 1834 (Ordonnance)                             |
| Naussac                        | Bès                                                                                      | fusion                                                         | 9 novembre 1834 (Ordonnance)                             | 9 novembre 1834 (Ordonnance)                             |
| Saint-André                    | Saint-André (canton de Najac)                                                            | fusion                                                         | 9 novembre 1834 (Ordonnance)                             | 9 novembre 1834 (Ordonnance)                             |
| Saint-André                    | Béteille                                                                                 | fusion                                                         | 9 novembre 1834 (Ordonnance)                             | 9 novembre 1834 (Ordonnance)                             |
| Saint-Julien-d'Empare          | Saint-Julien-d'Empare                                                                    | fusion                                                         | 9 novembre 1834 (Ordonnance)                             | 9 novembre 1834 (Ordonnance)                             |
| Saint-Julien-d'Empare          | Livinhac-le-Bas                                                                          | fusion                                                         | 9 novembre 1834 (Ordonnance)                             | 9 novembre 1834 (Ordonnance)                             |
| Salles-Courbatiès              | Salles-Courbatiès                                                                        | fusion                                                         | 9 novembre 1834 (Ordonnance)                             | 9 novembre 1834 (Ordonnance)                             |
| Salles-Courbatiès              | Claunhac                                                                                 | fusion                                                         | 9 novembre 1834 (Ordonnance)                             | 9 novembre 1834 (Ordonnance)                             |
| Salvagnac-Saint-Loup           | Salvagnac                                                                                | fusion                                                         | 9 novembre 1834 (Ordonnance)                             | 9 novembre 1834 (Ordonnance)                             |
| Salvagnac-Saint-Loup           | Saint-Loup                                                                               | fusion                                                         | 9 novembre 1834 (Ordonnance)                             | 9 novembre 1834 (Ordonnance)                             |
| Salvagnac-Saint-Loup           | Cassanus                                                                                 | fusion                                                         | 9 novembre 1834 (Ordonnance)                             | 9 novembre 1834 (Ordonnance)                             |
| Sanvensa                       | Sanvensa                                                                                 | fusion                                                         | 9 novembre 1834 (Ordonnance)                             | 9 novembre 1834 (Ordonnance)                             |
| Sanvensa                       | Le Four-de-Sanvensa                                                                      | fusion                                                         | 9 novembre 1834 (Ordonnance)                             | 9 novembre 1834 (Ordonnance)                             |
| Sonnac                         | Sonnac                                                                                   | fusion                                                         | 9 novembre 1834 (Ordonnance)                             | 9 novembre 1834 (Ordonnance)                             |
| Sonnac                         | Lieucamp                                                                                 | fusion                                                         | 9 novembre 1834 (Ordonnance)                             | 9 novembre 1834 (Ordonnance)                             |
| Sonnac                         | Tournhac                                                                                 | fusion                                                         | 9 novembre 1834 (Ordonnance)                             | 9 novembre 1834 (Ordonnance)                             |
| Villevayre                     | Villevayre                                                                               | fusion                                                         | 9 novembre 1834 (Ordonnance)                             | 9 novembre 1834 (Ordonnance)                             |
| Villevayre                     | Mazerolles                                                                               | fusion                                                         | 9 novembre 1834 (Ordonnance)                             | 9 novembre 1834 (Ordonnance)                             |
| Villevayre                     | La Salvetat (canton de Najac)                                                            | fusion                                                         | 9 novembre 1834 (Ordonnance)                             | 9 novembre 1834 (Ordonnance)                             |
| Conques                        | Conques                                                                                  | fusion                                                         | 4 avril 1834 (Ordonnance)                                | 4 avril 1834 (Ordonnance)                                |
| Conques                        | Montignac                                                                                | fusion                                                         | 4 avril 1834 (Ordonnance)                                | 4 avril 1834 (Ordonnance)                                |
| Conques                        | Saint-Marcel (une partie)                                                                | fusion                                                         | 4 avril 1834 (Ordonnance)                                | 4 avril 1834 (Ordonnance)                                |
| Sénergues                      | Sénergues                                                                                | fusion                                                         | 4 avril 1834 (Ordonnance)                                | 4 avril 1834 (Ordonnance)                                |
| Sénergues                      | Saint-Marcel (une partie)                                                                | fusion                                                         | 4 avril 1834 (Ordonnance)                                | 4 avril 1834 (Ordonnance)                                |
| Grand-Vabre                    | Grand-Vabre                                                                              | fusion                                                         | 4 avril 1834 (Ordonnance)                                | 4 avril 1834 (Ordonnance)                                |
| Grand-Vabre                    | Lavinzelle                                                                               | fusion                                                         | 4 avril 1834 (Ordonnance)                                | 4 avril 1834 (Ordonnance)                                |
| Montjaux                       | Montjaux                                                                                 | fusion                                                         | 4 avril 1834 (Ordonnance)                                | 4 avril 1834 (Ordonnance)                                |
| Montjaux                       | Marzials                                                                                 | fusion                                                         | 4 avril 1834 (Ordonnance)                                | 4 avril 1834 (Ordonnance)                                |
| Montjaux                       | Roquetaillade                                                                            | fusion                                                         | 4 avril 1834 (Ordonnance)                                | 4 avril 1834 (Ordonnance)                                |
| Mostuéjouls                    | Mostuéjouls                                                                              | fusion                                                         | 4 avril 1834 (Ordonnance)                                | 4 avril 1834 (Ordonnance)                                |
| Mostuéjouls                    | Liaucoux                                                                                 | fusion                                                         | 4 avril 1834 (Ordonnance)                                | 4 avril 1834 (Ordonnance)                                |
| Nant                           | Nant                                                                                     | fusion                                                         | 4 avril 1834 (Ordonnance)                                | 4 avril 1834 (Ordonnance)                                |
| Nant                           | Cantobre                                                                                 | fusion                                                         | 4 avril 1834 (Ordonnance)                                | 4 avril 1834 (Ordonnance)                                |
| Nant                           | Saint-Michel-de-Rouviac                                                                  | fusion                                                         | 4 avril 1834 (Ordonnance)                                | 4 avril 1834 (Ordonnance)                                |
| La Roque-Sainte-Marguerite     | La Roque                                                                                 | fusion                                                         | 4 avril 1834 (Ordonnance)                                | 4 avril 1834 (Ordonnance)                                |
| La Roque-Sainte-Marguerite     | Saint-Véran                                                                              | fusion                                                         | 4 avril 1834 (Ordonnance)                                | 4 avril 1834 (Ordonnance)                                |
| Saint-André-de-Vézines         | Montméjean                                                                               | fusion                                                         | 4 avril 1834 (Ordonnance)                                | 4 avril 1834 (Ordonnance)                                |
| Saint-André-de-Vézines         | Veyreau (commune rétablie en 1849)                                                       | fusion                                                         | 4 avril 1834 (Ordonnance)                                | 4 avril 1834 (Ordonnance)                                |
| Saint-Cyprien                  | Saint-Cyprien                                                                            | fusion                                                         | 4 avril 1834 (Ordonnance)                                | 4 avril 1834 (Ordonnance)                                |
| Saint-Cyprien                  | Arjac                                                                                    | fusion                                                         | 4 avril 1834 (Ordonnance)                                | 4 avril 1834 (Ordonnance)                                |
| Salles-Curan                   | Salles-Curan                                                                             | fusion                                                         | 4 avril 1834 (Ordonnance)                                | 4 avril 1834 (Ordonnance)                                |
| Salles-Curan                   | Calmejeanne                                                                              | fusion                                                         | 4 avril 1834 (Ordonnance)                                | 4 avril 1834 (Ordonnance)                                |
| Salles-Curan                   | Les Canabières                                                                           | fusion                                                         | 4 avril 1834 (Ordonnance)                                | 4 avril 1834 (Ordonnance)                                |
| Salles-Curan                   | Curan (commune rétablie en 1952)                                                         | fusion                                                         | 4 avril 1834 (Ordonnance)                                | 4 avril 1834 (Ordonnance)                                |
| Firmi                          | Firmi                                                                                    | fusion                                                         | 3 novembre 1833 (Ordonnance)                             | 3 novembre 1833 (Ordonnance)                             |
| Firmi                          | Labesse-Noits                                                                            | fusion                                                         | 3 novembre 1833 (Ordonnance)                             | 3 novembre 1833 (Ordonnance)                             |
| Flagnac                        | Flagnac                                                                                  | fusion                                                         | 3 novembre 1833 (Ordonnance),                            | 3 novembre 1833 (Ordonnance),                            |
| Flagnac                        | Almon (commune rétablie en 1841)                                                         | fusion                                                         | 3 novembre 1833 (Ordonnance),                            | 3 novembre 1833 (Ordonnance),                            |
| Flagnac                        | Pagax                                                                                    | fusion                                                         | 3 novembre 1833 (Ordonnance),                            | 3 novembre 1833 (Ordonnance),                            |
| Livinhac-le-Haut               | Livinhac-le-Haut                                                                         | fusion                                                         | 3 novembre 1833 (Ordonnance)                             | 3 novembre 1833 (Ordonnance)                             |
| Livinhac-le-Haut               | La Roque-Bouillac                                                                        | fusion                                                         | 3 novembre 1833 (Ordonnance)                             | 3 novembre 1833 (Ordonnance)                             |
| Saint-Parthem                  | Saint-Parthem                                                                            | fusion                                                         | 3 novembre 1833 (Ordonnance)                             | 3 novembre 1833 (Ordonnance)                             |
| Saint-Parthem                  | Agrès                                                                                    | fusion                                                         | 3 novembre 1833 (Ordonnance)                             | 3 novembre 1833 (Ordonnance)                             |
| Saint-Santin                   | Saint-Santin                                                                             | fusion                                                         | 3 novembre 1833 (Ordonnance)                             | 3 novembre 1833 (Ordonnance)                             |
| Saint-Santin                   | Saint-Julien-de-Piganol                                                                  | fusion                                                         | 3 novembre 1833 (Ordonnance)                             | 3 novembre 1833 (Ordonnance)                             |
| Viviez                         | Viviez                                                                                   | fusion                                                         | 3 novembre 1833 (Ordonnance)                             | 3 novembre 1833 (Ordonnance)                             |
| Viviez                         | Boisse (commune rétablie en 1875)                                                        | fusion                                                         | 3 novembre 1833 (Ordonnance)                             | 3 novembre 1833 (Ordonnance)                             |
| Alpuech                        | Alpuech                                                                                  | fusion                                                         | 10 octobre 1833 (Ordonnance)                             | 10 octobre 1833 (Ordonnance)                             |
| Alpuech                        | La Terrisse (une partie) (commune rétablie en 1840)                                      | fusion                                                         | 10 octobre 1833 (Ordonnance)                             | 10 octobre 1833 (Ordonnance)                             |
| Alpuech                        | Vitrac (une partie) (commune rétablie en 1874)                                           | fusion                                                         | 10 octobre 1833 (Ordonnance)                             | 10 octobre 1833 (Ordonnance)                             |
| Cantoin                        | Cantoin                                                                                  | fusion                                                         | 10 octobre 1833 (Ordonnance)                             | 10 octobre 1833 (Ordonnance)                             |
| Cantoin                        | Badours                                                                                  | fusion                                                         | 10 octobre 1833 (Ordonnance)                             | 10 octobre 1833 (Ordonnance)                             |
| Cantoin                        | La Bastide-Louquié                                                                       | fusion                                                         | 10 octobre 1833 (Ordonnance)                             | 10 octobre 1833 (Ordonnance)                             |
| Cantoin                        | Belregard (une partie)                                                                   | fusion                                                         | 10 octobre 1833 (Ordonnance)                             | 10 octobre 1833 (Ordonnance)                             |
| Cantoin                        | Biac-Haut (une partie)                                                                   | fusion                                                         | 10 octobre 1833 (Ordonnance)                             | 10 octobre 1833 (Ordonnance)                             |
| Cantoin                        | Biac-Montagne (une partie)                                                               | fusion                                                         | 10 octobre 1833 (Ordonnance)                             | 10 octobre 1833 (Ordonnance)                             |
| Cantoin                        | Cantoinet                                                                                | fusion                                                         | 10 octobre 1833 (Ordonnance)                             | 10 octobre 1833 (Ordonnance)                             |
| Cantoin                        | La Capelle-Chaniez                                                                       | fusion                                                         | 10 octobre 1833 (Ordonnance)                             | 10 octobre 1833 (Ordonnance)                             |
| Cantoin                        | Séverac-Bédène                                                                           | fusion                                                         | 10 octobre 1833 (Ordonnance)                             | 10 octobre 1833 (Ordonnance)                             |
| Cantoin                        | Vines                                                                                    | fusion                                                         | 10 octobre 1833 (Ordonnance)                             | 10 octobre 1833 (Ordonnance)                             |
| Cassuéjouls                    | Cassuéjouls                                                                              | fusion                                                         | 10 octobre 1833 (Ordonnance)                             | 10 octobre 1833 (Ordonnance)                             |
| Cassuéjouls                    | Soulages-Bonneval (commune rétablie en 1844)                                             | fusion                                                         | 10 octobre 1833 (Ordonnance)                             | 10 octobre 1833 (Ordonnance)                             |
| Curières                       | Curières                                                                                 | fusion                                                         | 10 octobre 1833 (Ordonnance)                             | 10 octobre 1833 (Ordonnance)                             |
| Curières                       | La Roquette-Bonneval                                                                     | fusion                                                         | 10 octobre 1833 (Ordonnance)                             | 10 octobre 1833 (Ordonnance)                             |
| Graissac                       | Graissac                                                                                 | fusion                                                         | 10 octobre 1833 (Ordonnance)                             | 10 octobre 1833 (Ordonnance)                             |
| Graissac                       | Biac-Montagne (une partie)                                                               | fusion                                                         | 10 octobre 1833 (Ordonnance)                             | 10 octobre 1833 (Ordonnance)                             |
| Graissac                       | Les Plagnes                                                                              | fusion                                                         | 10 octobre 1833 (Ordonnance)                             | 10 octobre 1833 (Ordonnance)                             |
| Graissac                       | Védrinettes                                                                              | fusion                                                         | 10 octobre 1833 (Ordonnance)                             | 10 octobre 1833 (Ordonnance)                             |
| Lacalm                         | Lacalm                                                                                   | fusion                                                         | 10 octobre 1833 (Ordonnance)                             | 10 octobre 1833 (Ordonnance)                             |
| Lacalm                         | La Terrisse (une partie) (commune rétablie en 1871)                                      | fusion                                                         | 10 octobre 1833 (Ordonnance)                             | 10 octobre 1833 (Ordonnance)                             |
| Lacalm                         | Vitrac (une partie) (commune rétablie en 1874)                                           | fusion                                                         | 10 octobre 1833 (Ordonnance)                             | 10 octobre 1833 (Ordonnance)                             |
| Sainte-Geneviève               | Sainte-Geneviève                                                                         | fusion                                                         | 10 octobre 1833 (Ordonnance)                             | 10 octobre 1833 (Ordonnance)                             |
| Sainte-Geneviève               | Albaret                                                                                  | fusion                                                         | 10 octobre 1833 (Ordonnance)                             | 10 octobre 1833 (Ordonnance)                             |
| Sainte-Geneviève               | Belregard (une partie)                                                                   | fusion                                                         | 10 octobre 1833 (Ordonnance)                             | 10 octobre 1833 (Ordonnance)                             |
| Sainte-Geneviève               | Biac-Haut (une partie)                                                                   | fusion                                                         | 10 octobre 1833 (Ordonnance)                             | 10 octobre 1833 (Ordonnance)                             |
| Sainte-Geneviève               | Gabriac (canton de Sainte-Geneviève)                                                     | fusion                                                         | 10 octobre 1833 (Ordonnance)                             | 10 octobre 1833 (Ordonnance)                             |
| Sainte-Geneviève               | Gaspard-Bénavent                                                                         | fusion                                                         | 10 octobre 1833 (Ordonnance)                             | 10 octobre 1833 (Ordonnance)                             |
| Sainte-Geneviève               | Marso                                                                                    | fusion                                                         | 10 octobre 1833 (Ordonnance)                             | 10 octobre 1833 (Ordonnance)                             |
| Sainte-Geneviève               | Orlhaguet                                                                                | fusion                                                         | 10 octobre 1833 (Ordonnance)                             | 10 octobre 1833 (Ordonnance)                             |
| Bertholène                     | Bertholène                                                                               | fusion                                                         | 31 juillet 1833 (Ordonnance)                             | 31 juillet 1833 (Ordonnance)                             |
| Bertholène                     | Anglars (canton de Laissac)                                                              | fusion                                                         | 31 juillet 1833 (Ordonnance)                             | 31 juillet 1833 (Ordonnance)                             |
| Bertholène                     | Puech-de-Fraisse (une partie)                                                            | fusion                                                         | 31 juillet 1833 (Ordonnance)                             | 31 juillet 1833 (Ordonnance)                             |
| Cruéjouls                      | Cruéjouls                                                                                | fusion                                                         | 31 juillet 1833 (Ordonnance)                             | 31 juillet 1833 (Ordonnance)                             |
| Cruéjouls                      | Coussergues (commune rétablie en 1839)                                                   | fusion                                                         | 31 juillet 1833 (Ordonnance)                             | 31 juillet 1833 (Ordonnance)                             |
| Cruéjouls                      | Puech-de-Fraisse (une partie)                                                            | fusion                                                         | 31 juillet 1833 (Ordonnance)                             | 31 juillet 1833 (Ordonnance)                             |
| Palmas                         | Palmas                                                                                   | fusion                                                         | 31 juillet 1833 (Ordonnance)                             | 31 juillet 1833 (Ordonnance)                             |
| Palmas                         | Puech-de-Fraisse (une partie)                                                            | fusion                                                         | 31 juillet 1833 (Ordonnance)                             | 31 juillet 1833 (Ordonnance)                             |
| Vimenet                        | Vimenet                                                                                  | fusion                                                         | 31 juillet 1833 (Ordonnance)                             | 31 juillet 1833 (Ordonnance)                             |
| Vimenet                        | Las Tassières                                                                            | fusion                                                         | 31 juillet 1833 (Ordonnance)                             | 31 juillet 1833 (Ordonnance)                             |
| Campouriez                     | Campouriez                                                                               | fusion                                                         | 9 mai 1833 (Ordonnance),                                 | 9 mai 1833 (Ordonnance),                                 |
| Campouriez                     | Banhars                                                                                  | fusion                                                         | 9 mai 1833 (Ordonnance),                                 | 9 mai 1833 (Ordonnance),                                 |
| Campouriez                     | La Garrigue-Haute (une partie)                                                           | fusion                                                         | 9 mai 1833 (Ordonnance),                                 | 9 mai 1833 (Ordonnance),                                 |
| Campouriez                     | Mels-et-Colombès (une partie)                                                            | fusion                                                         | 9 mai 1833 (Ordonnance),                                 | 9 mai 1833 (Ordonnance),                                 |
| Campouriez                     | Prieur-de-Bez                                                                            | fusion                                                         | 9 mai 1833 (Ordonnance),                                 | 9 mai 1833 (Ordonnance),                                 |
| Campouriez                     | Volonzac (une partie)                                                                    | fusion                                                         | 9 mai 1833 (Ordonnance),                                 | 9 mai 1833 (Ordonnance),                                 |
| Entraygues                     | Entraygues                                                                               | fusion                                                         | 9 mai 1833 (Ordonnance)                                  | 9 mai 1833 (Ordonnance)                                  |
| Entraygues                     | Roussi-Ginouilhac (commune rétablie en 1851 sous le nom d'Enguialès)                     | fusion                                                         | 9 mai 1833 (Ordonnance)                                  | 9 mai 1833 (Ordonnance)                                  |
| Florentin                      | Florentin                                                                                | fusion                                                         | 9 mai 1833 (Ordonnance)                                  | 9 mai 1833 (Ordonnance)                                  |
| Florentin                      | Ayssials-Montézic                                                                        | fusion                                                         | 9 mai 1833 (Ordonnance)                                  | 9 mai 1833 (Ordonnance)                                  |
| Golinhac                       | Golinhac                                                                                 | fusion                                                         | 9 mai 1833 (Ordonnance)                                  | 9 mai 1833 (Ordonnance)                                  |
| Golinhac                       | Golinhac-Lieu                                                                            | fusion                                                         | 9 mai 1833 (Ordonnance)                                  | 9 mai 1833 (Ordonnance)                                  |
| Huparlac                       | Huparlac                                                                                 | fusion                                                         | 9 mai 1833 (Ordonnance),                                 | 9 mai 1833 (Ordonnance),                                 |
| Huparlac                       | Authun (une partie)                                                                      | fusion                                                         | 9 mai 1833 (Ordonnance),                                 | 9 mai 1833 (Ordonnance),                                 |
| Huparlac                       | Cocural                                                                                  | fusion                                                         | 9 mai 1833 (Ordonnance),                                 | 9 mai 1833 (Ordonnance),                                 |
| Montézic                       | Montézic                                                                                 | fusion                                                         | 9 mai 1833 (Ordonnance)                                  | 9 mai 1833 (Ordonnance)                                  |
| Montézic                       | Aurières (une partie)                                                                    | fusion                                                         | 9 mai 1833 (Ordonnance)                                  | 9 mai 1833 (Ordonnance)                                  |
| Montézic                       | La Garrigue-Haute (une partie)                                                           | fusion                                                         | 9 mai 1833 (Ordonnance)                                  | 9 mai 1833 (Ordonnance)                                  |
| Montézic                       | Lestrade (canton de Saint-Amans) (une partie)                                            | fusion                                                         | 9 mai 1833 (Ordonnance)                                  | 9 mai 1833 (Ordonnance)                                  |
| Montézic                       | Volonzac (une partie)                                                                    | fusion                                                         | 9 mai 1833 (Ordonnance)                                  | 9 mai 1833 (Ordonnance)                                  |
| Saint-Amans                    | Saint-Amans (canton de Saint-Amans)                                                      | fusion                                                         | 9 mai 1833 (Ordonnance),                                 | 9 mai 1833 (Ordonnance),                                 |
| Saint-Amans                    | Authun (une partie)                                                                      | fusion                                                         | 9 mai 1833 (Ordonnance),                                 | 9 mai 1833 (Ordonnance),                                 |
| Saint-Amans                    | Le Battut                                                                                | fusion                                                         | 9 mai 1833 (Ordonnance),                                 | 9 mai 1833 (Ordonnance),                                 |
| Saint-Amans                    | La Garrigue-Haute (une partie)                                                           | fusion                                                         | 9 mai 1833 (Ordonnance),                                 | 9 mai 1833 (Ordonnance),                                 |
| Saint-Amans                    | Lestrade (canton de Saint-Amans) (une partie)                                            | fusion                                                         | 9 mai 1833 (Ordonnance),                                 | 9 mai 1833 (Ordonnance),                                 |
| Saint-Amans                    | Mels-et-Colombès (une partie)                                                            | fusion                                                         | 9 mai 1833 (Ordonnance),                                 | 9 mai 1833 (Ordonnance),                                 |
| Saint-Amans                    | Peyrebesse                                                                               | fusion                                                         | 9 mai 1833 (Ordonnance),                                 | 9 mai 1833 (Ordonnance),                                 |
| Saint-Amans                    | Touluch                                                                                  | fusion                                                         | 9 mai 1833 (Ordonnance),                                 | 9 mai 1833 (Ordonnance),                                 |
| Saint-Amans                    | Volonzac (une partie)                                                                    | fusion                                                         | 9 mai 1833 (Ordonnance),                                 | 9 mai 1833 (Ordonnance),                                 |
| Saint-Hippolyte                | Saint-Hippolyte                                                                          | fusion                                                         | 9 mai 1833 (Ordonnance)                                  | 9 mai 1833 (Ordonnance)                                  |
| Saint-Hippolyte                | Pons                                                                                     | fusion                                                         | 9 mai 1833 (Ordonnance)                                  | 9 mai 1833 (Ordonnance)                                  |
| Saint-Symphorien               | Saint-Symphorien                                                                         | fusion                                                         | 9 mai 1833 (Ordonnance)                                  | 9 mai 1833 (Ordonnance)                                  |
| Saint-Symphorien               | Aurières (une partie)                                                                    | fusion                                                         | 9 mai 1833 (Ordonnance)                                  | 9 mai 1833 (Ordonnance)                                  |
| Saint-Symphorien               | Saint-Gervais                                                                            | fusion                                                         | 9 mai 1833 (Ordonnance)                                  | 9 mai 1833 (Ordonnance)                                  |
| Laval-Roquecezière             | Laval (canton de Saint-Sernin)                                                           | fusion                                                         | 12 février 1833 (Ordonnance)                             | 12 février 1833 (Ordonnance)                             |
| Laval-Roquecezière             | Roquecezière                                                                             | fusion                                                         | 12 février 1833 (Ordonnance)                             | 12 février 1833 (Ordonnance)                             |
| Martrin                        | Martrin                                                                                  | fusion                                                         | 12 février 1833 (Ordonnance)                             | 12 février 1833 (Ordonnance)                             |
| Martrin                        | Le Cayla (canton de Saint-Sernin)                                                        | fusion                                                         | 12 février 1833 (Ordonnance)                             | 12 février 1833 (Ordonnance)                             |
| Martrin                        | Farreyroles                                                                              | fusion                                                         | 12 février 1833 (Ordonnance)                             | 12 février 1833 (Ordonnance)                             |
| Montclar                       | Montclar                                                                                 | fusion                                                         | 12 février 1833 (Ordonnance)                             | 12 février 1833 (Ordonnance)                             |
| Montclar                       | Saint-Igest (canton de Saint-Sernin)                                                     | fusion                                                         | 12 février 1833 (Ordonnance)                             | 12 février 1833 (Ordonnance)                             |
| Montlaur                       | Montlaur                                                                                 | fusion                                                         | 12 février 1833 (Ordonnance)                             | 12 février 1833 (Ordonnance)                             |
| Montlaur                       | Briols                                                                                   | fusion                                                         | 12 février 1833 (Ordonnance)                             | 12 février 1833 (Ordonnance)                             |
| Plaisance                      | Plaisance                                                                                | fusion                                                         | 12 février 1833 (Ordonnance)                             | 12 février 1833 (Ordonnance)                             |
| Plaisance                      | La Bastide-Teulat (commune rétablie en 1874 sous le nom de La Bastide-Solages)           | fusion                                                         | 12 février 1833 (Ordonnance)                             | 12 février 1833 (Ordonnance)                             |
| Pousthomy                      | Pousthomy                                                                                | fusion                                                         | 12 février 1833 (Ordonnance)                             | 12 février 1833 (Ordonnance)                             |
| Pousthomy                      | Montfranc (commune rétablie en 1850)                                                     | fusion                                                         | 12 février 1833 (Ordonnance)                             | 12 février 1833 (Ordonnance)                             |
| Prohencoux                     | Prohencoux                                                                               | fusion                                                         | 12 février 1833 (Ordonnance)                             | 12 février 1833 (Ordonnance)                             |
| Prohencoux                     | Mounes                                                                                   | fusion                                                         | 12 février 1833 (Ordonnance)                             | 12 février 1833 (Ordonnance)                             |
| Rebourguil                     | Rebourguil                                                                               | fusion                                                         | 12 février 1833 (Ordonnance)                             | 12 février 1833 (Ordonnance)                             |
| Rebourguil                     | Esplas                                                                                   | fusion                                                         | 12 février 1833 (Ordonnance)                             | 12 février 1833 (Ordonnance)                             |
| Saint-Izaire                   | Saint-Izaire                                                                             | fusion                                                         | 12 février 1833 (Ordonnance)                             | 12 février 1833 (Ordonnance)                             |
| Saint-Izaire                   | Faveyrolles                                                                              | fusion                                                         | 12 février 1833 (Ordonnance)                             | 12 février 1833 (Ordonnance)                             |
| Saint-Izaire                   | Salelles                                                                                 | fusion                                                         | 12 février 1833 (Ordonnance)                             | 12 février 1833 (Ordonnance)                             |
| Saint-Juéry                    | Saint-Juéry                                                                              | fusion                                                         | 12 février 1833 (Ordonnance)                             | 12 février 1833 (Ordonnance)                             |
| Saint-Juéry                    | Ennoux                                                                                   | fusion                                                         | 12 février 1833 (Ordonnance)                             | 12 février 1833 (Ordonnance)                             |
| Saint-Juéry                    | Farret                                                                                   | fusion                                                         | 12 février 1833 (Ordonnance)                             | 12 février 1833 (Ordonnance)                             |
| Saint-Sernin                   | Saint-Sernin                                                                             | fusion                                                         | 12 février 1833 (Ordonnance)                             | 12 février 1833 (Ordonnance)                             |
| Saint-Sernin                   | Balaguier (canton de Saint-Sernin) (commune rétablie en 1845)                            | fusion                                                         | 12 février 1833 (Ordonnance)                             | 12 février 1833 (Ordonnance)                             |
| Saint-Sernin                   | Montels (canton de Saint-Sernin)                                                         | fusion                                                         | 12 février 1833 (Ordonnance)                             | 12 février 1833 (Ordonnance)                             |
| Coubisou                       | Coubisou                                                                                 | fusion                                                         | 28 octobre 1832 (Ordonnance)                             | 28 octobre 1832 (Ordonnance)                             |
| Coubisou                       | Anglars (canton d'Estaing)                                                               | fusion                                                         | 28 octobre 1832 (Ordonnance)                             | 28 octobre 1832 (Ordonnance)                             |
| Coubisou                       | Cabrespines (canton d'Estaing)                                                           | fusion                                                         | 28 octobre 1832 (Ordonnance)                             | 28 octobre 1832 (Ordonnance)                             |
| Coubisou                       | Le Causse (une partie)                                                                   | fusion                                                         | 28 octobre 1832 (Ordonnance)                             | 28 octobre 1832 (Ordonnance)                             |
| Espalion                       | Espalion                                                                                 | fusion                                                         | 28 octobre 1832 (Ordonnance)                             | 28 octobre 1832 (Ordonnance)                             |
| Espalion                       | Le Cayrol (commune rétablie en 1866)                                                     | fusion                                                         | 28 octobre 1832 (Ordonnance)                             | 28 octobre 1832 (Ordonnance)                             |
| Espalion                       | Flaujac                                                                                  | fusion                                                         | 28 octobre 1832 (Ordonnance)                             | 28 octobre 1832 (Ordonnance)                             |
| Estaing                        | Estaing                                                                                  | fusion                                                         | 28 octobre 1832 (Ordonnance)                             | 28 octobre 1832 (Ordonnance)                             |
| Estaing                        | Annat (une partie)                                                                       | fusion                                                         | 28 octobre 1832 (Ordonnance)                             | 28 octobre 1832 (Ordonnance)                             |
| Montpeyroux                    | Montpeyroux                                                                              | fusion                                                         | 28 octobre 1832 (Ordonnance)                             | 28 octobre 1832 (Ordonnance)                             |
| Montpeyroux                    | Le Bousquet                                                                              | fusion                                                         | 28 octobre 1832 (Ordonnance)                             | 28 octobre 1832 (Ordonnance)                             |
| Montpeyroux                    | Brionnès                                                                                 | fusion                                                         | 28 octobre 1832 (Ordonnance)                             | 28 octobre 1832 (Ordonnance)                             |
| Montpeyroux                    | Crozillac                                                                                | fusion                                                         | 28 octobre 1832 (Ordonnance)                             | 28 octobre 1832 (Ordonnance)                             |
| Le Nayrac                      | Le Nayrac                                                                                | fusion                                                         | 28 octobre 1832 (Ordonnance)                             | 28 octobre 1832 (Ordonnance)                             |
| Le Nayrac                      | Annat (une partie)                                                                       | fusion                                                         | 28 octobre 1832 (Ordonnance)                             | 28 octobre 1832 (Ordonnance)                             |
| Le Nayrac                      | Le Causse (une partie)                                                                   | fusion                                                         | 28 octobre 1832 (Ordonnance)                             | 28 octobre 1832 (Ordonnance)                             |
| Villecomtal                    | Villecomtal                                                                              | fusion                                                         | 28 octobre 1832 (Ordonnance)                             | 28 octobre 1832 (Ordonnance)                             |
| Villecomtal                    | Campuac (commune rétablie en 1853)                                                       | fusion                                                         | 28 octobre 1832 (Ordonnance)                             | 28 octobre 1832 (Ordonnance)                             |
| Villecomtal                    | Guizard                                                                                  | fusion                                                         | 28 octobre 1832 (Ordonnance)                             | 28 octobre 1832 (Ordonnance)                             |
| Villecomtal                    | Pennavayre                                                                               | fusion                                                         | 28 octobre 1832 (Ordonnance)                             | 28 octobre 1832 (Ordonnance)                             |
| Cabanès                        | Cabanès (canton de Naucelle)                                                             | fusion                                                         | 16 août 1832 (Ordonnance)                                | 16 août 1832 (Ordonnance)                                |
| Cabanès                        | Villelongue                                                                              | fusion                                                         | 16 août 1832 (Ordonnance)                                | 16 août 1832 (Ordonnance)                                |
| Calmont                        | Calmont                                                                                  | fusion                                                         | 16 août 1832 (Ordonnance)                                | 16 août 1832 (Ordonnance)                                |
| Calmont                        | Ceignac                                                                                  | fusion                                                         | 16 août 1832 (Ordonnance)                                | 16 août 1832 (Ordonnance)                                |
| Carcenac-Peyralès              | Carcenac-Peyralès                                                                        | fusion                                                         | 16 août 1832 (Ordonnance)                                | 16 août 1832 (Ordonnance)                                |
| Carcenac-Peyralès              | Les Crouzets                                                                             | fusion                                                         | 16 août 1832 (Ordonnance)                                | 16 août 1832 (Ordonnance)                                |
| Carcenac-Peyralès              | Pradines                                                                                 | fusion                                                         | 16 août 1832 (Ordonnance)                                | 16 août 1832 (Ordonnance)                                |
| Carcenac-Peyralès              | Volpillac                                                                                | fusion                                                         | 16 août 1832 (Ordonnance)                                | 16 août 1832 (Ordonnance)                                |
| Colombiès                      | Colombiès                                                                                | fusion                                                         | 16 août 1832 (Ordonnance)                                | 16 août 1832 (Ordonnance)                                |
| Colombiès                      | Combrouze                                                                                | fusion                                                         | 16 août 1832 (Ordonnance)                                | 16 août 1832 (Ordonnance)                                |
| Colombiès                      | Lasserre-Lissosse                                                                        | fusion                                                         | 16 août 1832 (Ordonnance)                                | 16 août 1832 (Ordonnance)                                |
| Colombiès                      | Limayrac                                                                                 | fusion                                                         | 16 août 1832 (Ordonnance)                                | 16 août 1832 (Ordonnance)                                |
| Colombiès                      | Talespues                                                                                | fusion                                                         | 16 août 1832 (Ordonnance)                                | 16 août 1832 (Ordonnance)                                |
| Crespin                        | Crespin                                                                                  | fusion                                                         | 16 août 1832 (Ordonnance)                                | 16 août 1832 (Ordonnance)                                |
| Crespin                        | Lespinassolle                                                                            | fusion                                                         | 16 août 1832 (Ordonnance)                                | 16 août 1832 (Ordonnance)                                |
| Gramond                        | Gramond                                                                                  | fusion                                                         | 16 août 1832 (Ordonnance)                                | 16 août 1832 (Ordonnance)                                |
| Gramond                        | Boussac (commune rétablie en 1878)                                                       | fusion                                                         | 16 août 1832 (Ordonnance)                                | 16 août 1832 (Ordonnance)                                |
| Lédergues                      | Lédergues                                                                                | fusion                                                         | 16 août 1832 (Ordonnance)                                | 16 août 1832 (Ordonnance)                                |
| Lédergues                      | Cathières                                                                                | fusion                                                         | 16 août 1832 (Ordonnance)                                | 16 août 1832 (Ordonnance)                                |
| Lédergues                      | Falquières                                                                               | fusion                                                         | 16 août 1832 (Ordonnance)                                | 16 août 1832 (Ordonnance)                                |
| Lédergues                      | Lentin                                                                                   | fusion                                                         | 16 août 1832 (Ordonnance)                                | 16 août 1832 (Ordonnance)                                |
| Lédergues                      | Milhas                                                                                   | fusion                                                         | 16 août 1832 (Ordonnance)                                | 16 août 1832 (Ordonnance)                                |
| Lescure                        | Lescure                                                                                  | fusion                                                         | 16 août 1832 (Ordonnance)                                | 16 août 1832 (Ordonnance)                                |
| Lescure                        | Flauzins                                                                                 | fusion                                                         | 16 août 1832 (Ordonnance)                                | 16 août 1832 (Ordonnance)                                |
| Réquista                       | Réquista                                                                                 | fusion                                                         | 16 août 1832 (Ordonnance)                                | 16 août 1832 (Ordonnance)                                |
| Réquista                       | Connac (commune rétablie en 1879)                                                        | fusion                                                         | 16 août 1832 (Ordonnance)                                | 16 août 1832 (Ordonnance)                                |
| Réquista                       | Lincou                                                                                   | fusion                                                         | 16 août 1832 (Ordonnance)                                | 16 août 1832 (Ordonnance)                                |
| Réquista                       | Le Soulié (canton de Réquista)                                                           | fusion                                                         | 16 août 1832 (Ordonnance)                                | 16 août 1832 (Ordonnance)                                |
| Saint-Cirq                     | Saint-Cirq                                                                               | fusion                                                         | 16 août 1832 (Ordonnance)                                | 16 août 1832 (Ordonnance)                                |
| Saint-Cirq                     | Rullac                                                                                   | fusion                                                         | 16 août 1832 (Ordonnance)                                | 16 août 1832 (Ordonnance)                                |
| Sainte-Juliette                | Sainte-Juliette                                                                          | fusion                                                         | 16 août 1832 (Ordonnance)                                | 16 août 1832 (Ordonnance)                                |
| Sainte-Juliette                | Drulhe (canton de Cassagnes)                                                             | fusion                                                         | 16 août 1832 (Ordonnance)                                | 16 août 1832 (Ordonnance)                                |
| Sainte-Juliette                | Parlan                                                                                   | fusion                                                         | 16 août 1832 (Ordonnance)                                | 16 août 1832 (Ordonnance)                                |
| Sainte-Juliette                | Le Piboul                                                                                | fusion                                                         | 16 août 1832 (Ordonnance)                                | 16 août 1832 (Ordonnance)                                |
| Salmiech                       | Salmiech                                                                                 | fusion                                                         | 16 août 1832 (Ordonnance)                                | 16 août 1832 (Ordonnance)                                |
| Salmiech                       | Carcenac-Salmiech                                                                        | fusion                                                         | 16 août 1832 (Ordonnance)                                | 16 août 1832 (Ordonnance)                                |
| Salmiech                       | Comps-la-Grand-Ville (commune rétablie en 1834)                                          | fusion                                                         | 16 août 1832 (Ordonnance)                                | 16 août 1832 (Ordonnance)                                |
| Salmiech                       | Saint-Amans (canton de Cassagnes)                                                        | fusion                                                         | 16 août 1832 (Ordonnance)                                | 16 août 1832 (Ordonnance)                                |
| Salmiech                       | Saint-Sauveur (rattachée à Comps lors de son rétablissement en 1834)                     | fusion                                                         | 16 août 1832 (Ordonnance)                                | 16 août 1832 (Ordonnance)                                |
| La Salvetat                    | La Salvetat (canton de La Salvetat)                                                      | fusion                                                         | 16 août 1832 (Ordonnance)                                | 16 août 1832 (Ordonnance)                                |
| La Salvetat                    | Blauzac                                                                                  | fusion                                                         | 16 août 1832 (Ordonnance)                                | 16 août 1832 (Ordonnance)                                |
| La Salvetat                    | Boscadoule                                                                               | fusion                                                         | 16 août 1832 (Ordonnance)                                | 16 août 1832 (Ordonnance)                                |
| La Selve                       | La Selve                                                                                 | fusion                                                         | 16 août 1832 (Ordonnance)                                | 16 août 1832 (Ordonnance)                                |
| La Selve                       | Bégon                                                                                    | fusion                                                         | 16 août 1832 (Ordonnance)                                | 16 août 1832 (Ordonnance)                                |
| La Selve                       | Lagarde                                                                                  | fusion                                                         | 16 août 1832 (Ordonnance)                                | 16 août 1832 (Ordonnance)                                |
| Gissac                         | Gissac                                                                                   | fusion                                                         | 26 avril 1831 (Ordonnance)                               | 26 avril 1831 (Ordonnance)                               |
| Gissac                         | Montégut                                                                                 | fusion                                                         | 26 avril 1831 (Ordonnance)                               | 26 avril 1831 (Ordonnance)                               |
| Montagnol                      | Montagnol                                                                                | fusion                                                         | 26 avril 1831 (Ordonnance)                               | 26 avril 1831 (Ordonnance)                               |
| Montagnol                      | Laval-et-Cénomes                                                                         | fusion                                                         | 26 avril 1831 (Ordonnance)                               | 26 avril 1831 (Ordonnance)                               |
| Peux-et-Couffouleux            | Peux-et-Couffouleux                                                                      | fusion                                                         | 26 avril 1831 (Ordonnance)                               | 26 avril 1831 (Ordonnance)                               |
| Peux-et-Couffouleux            | Blanc                                                                                    | fusion                                                         | 26 avril 1831 (Ordonnance)                               | 26 avril 1831 (Ordonnance)                               |
| Saint-Félix-de-Sorgues         | Saint-Félix-de-Sorgues                                                                   | fusion                                                         | 26 avril 1831 (Ordonnance)                               | 26 avril 1831 (Ordonnance)                               |
| Saint-Félix-de-Sorgues         | Saint-Caprazy                                                                            | fusion                                                         | 26 avril 1831 (Ordonnance)                               | 26 avril 1831 (Ordonnance)                               |
| Arvieu                         | Arvieu                                                                                   | fusion                                                         | 23 mai 1830 (Ordonnance)                                 | 23 mai 1830 (Ordonnance)                                 |
| Arvieu                         | Aurez                                                                                    | fusion                                                         | 23 mai 1830 (Ordonnance)                                 | 23 mai 1830 (Ordonnance)                                 |
| Arvieu                         | Bonneviale                                                                               | fusion                                                         | 23 mai 1830 (Ordonnance)                                 | 23 mai 1830 (Ordonnance)                                 |
| Arvieu                         | Caplongue                                                                                | fusion                                                         | 23 mai 1830 (Ordonnance)                                 | 23 mai 1830 (Ordonnance)                                 |
| Arvieu                         | Clauzelle                                                                                | fusion                                                         | 23 mai 1830 (Ordonnance)                                 | 23 mai 1830 (Ordonnance)                                 |
| Arvieu                         | Dours                                                                                    | fusion                                                         | 23 mai 1830 (Ordonnance)                                 | 23 mai 1830 (Ordonnance)                                 |
| Arvieu                         | Espinous                                                                                 | fusion                                                         | 23 mai 1830 (Ordonnance)                                 | 23 mai 1830 (Ordonnance)                                 |
| Arvieu                         | Puech-Grimal                                                                             | fusion                                                         | 23 mai 1830 (Ordonnance)                                 | 23 mai 1830 (Ordonnance)                                 |
| Arvieu                         | Le Ventajou                                                                              | fusion                                                         | 23 mai 1830 (Ordonnance)                                 | 23 mai 1830 (Ordonnance)                                 |
| Trémouilles                    | Trémouilles                                                                              | fusion                                                         | 23 mai 1830 (Ordonnance)                                 | 23 mai 1830 (Ordonnance)                                 |
| Trémouilles                    | Saint-Hilaire                                                                            | fusion                                                         | 23 mai 1830 (Ordonnance)                                 | 23 mai 1830 (Ordonnance)                                 |
| Comprégnac                     | Comprégnac                                                                               | fusion                                                         | 18 avril 1830 (Ordonnance)                               | 18 avril 1830 (Ordonnance)                               |
| Comprégnac                     | Peyre                                                                                    | fusion                                                         | 18 avril 1830 (Ordonnance)                               | 18 avril 1830 (Ordonnance)                               |
| Millau                         | Millau                                                                                   | fusion                                                         | 18 avril 1830 (Ordonnance)                               | 18 avril 1830 (Ordonnance)                               |
| Millau                         | Le Monna                                                                                 | fusion                                                         | 18 avril 1830 (Ordonnance)                               | 18 avril 1830 (Ordonnance)                               |
| Saint-Georges                  | Saint-Georges (canton de Millau)                                                         | fusion                                                         | 18 avril 1830 (Ordonnance)                               | 18 avril 1830 (Ordonnance)                               |
| Saint-Georges                  | Saint-Geniez-de-Bertrand                                                                 | fusion                                                         | 18 avril 1830 (Ordonnance)                               | 18 avril 1830 (Ordonnance)                               |
| La Capelle-Balaguier           | La Capelle-Balaguier                                                                     | fusion                                                         | 17 février 1830 (Ordonnance)                             | 17 février 1830 (Ordonnance)                             |
| La Capelle-Balaguier           | Saint-Georges (canton de Villeneuve)                                                     | fusion                                                         | 17 février 1830 (Ordonnance)                             | 17 février 1830 (Ordonnance)                             |
| Montsalès                      | Montsalès                                                                                | fusion                                                         | 17 février 1830 (Ordonnance)                             | 17 février 1830 (Ordonnance)                             |
| Montsalès                      | Ambeyrac (commune rétablie en 1884)                                                      | fusion                                                         | 17 février 1830 (Ordonnance)                             | 17 février 1830 (Ordonnance)                             |
| Montsalès                      | Camboulan (rattachée à Ambeyrac lors de son rétablissement en 1884)                      | fusion                                                         | 17 février 1830 (Ordonnance)                             | 17 février 1830 (Ordonnance)                             |
| Montsalès                      | Laplane                                                                                  | fusion                                                         | 17 février 1830 (Ordonnance)                             | 17 février 1830 (Ordonnance)                             |
| Saint-Igest                    | Saint-Igest (canton de Villeneuve)                                                       | fusion                                                         | 17 février 1830 (Ordonnance)                             | 17 février 1830 (Ordonnance)                             |
| Saint-Igest                    | Le Pouget (canton de Villeneuve)                                                         | fusion                                                         | 17 février 1830 (Ordonnance)                             | 17 février 1830 (Ordonnance)                             |
| Sainte-Croix                   | Sainte-Croix                                                                             | fusion                                                         | 17 février 1830 (Ordonnance)                             | 17 février 1830 (Ordonnance)                             |
| Sainte-Croix                   | Cénac                                                                                    | fusion                                                         | 17 février 1830 (Ordonnance)                             | 17 février 1830 (Ordonnance)                             |
| Sainte-Croix                   | Marin                                                                                    | fusion                                                         | 17 février 1830 (Ordonnance)                             | 17 février 1830 (Ordonnance)                             |
| Salvagnac-Cajarc               | Salvagnac-Cajarc                                                                         | fusion                                                         | 17 février 1830 (Ordonnance)                             | 17 février 1830 (Ordonnance)                             |
| Salvagnac-Cajarc               | Estrabols                                                                                | fusion                                                         | 17 février 1830 (Ordonnance)                             | 17 février 1830 (Ordonnance)                             |
| Salvagnac-Cajarc               | Sainte-Girbelle                                                                          | fusion                                                         | 17 février 1830 (Ordonnance)                             | 17 février 1830 (Ordonnance)                             |
| Salvagnac-Cajarc               | Saujac (commune rétablie en 1850)                                                        | fusion                                                         | 17 février 1830 (Ordonnance)                             | 17 février 1830 (Ordonnance)                             |
| Viala-du-Tarn                  | Viala-du-Tarn                                                                            | fusion                                                         | 30 septembre 1829 (Ordonnance) 4 avril 1834 (Ordonnance) | 30 septembre 1829 (Ordonnance) 4 avril 1834 (Ordonnance) |
| Viala-du-Tarn                  | Coudols                                                                                  | fusion                                                         | 30 septembre 1829 (Ordonnance) 4 avril 1834 (Ordonnance) | 30 septembre 1829 (Ordonnance) 4 avril 1834 (Ordonnance) |
| Viala-du-Tarn                  | Le Minier                                                                                | fusion                                                         | 30 septembre 1829 (Ordonnance) 4 avril 1834 (Ordonnance) | 30 septembre 1829 (Ordonnance) 4 avril 1834 (Ordonnance) |
| Viala-du-Tarn                  | Le Pinet                                                                                 | fusion                                                         | 30 septembre 1829 (Ordonnance) 4 avril 1834 (Ordonnance) | 30 septembre 1829 (Ordonnance) 4 avril 1834 (Ordonnance) |
| Villefranche-de-Panat          | Peyrebrune                                                                               | fusion                                                         | 30 septembre 1829 (Ordonnance)                           | 30 septembre 1829 (Ordonnance)                           |
| Villefranche-de-Panat          | Arnac (canton de Salles-Curan)                                                           | fusion                                                         | 30 septembre 1829 (Ordonnance)                           | 30 septembre 1829 (Ordonnance)                           |
| Villefranche-de-Panat          | La Besse                                                                                 | fusion                                                         | 30 septembre 1829 (Ordonnance)                           | 30 septembre 1829 (Ordonnance)                           |
| Villefranche-de-Panat          | La Capelle-Farcel (commune rétablie en 1842, sous le nom d'Alrance)                      | fusion                                                         | 30 septembre 1829 (Ordonnance)                           | 30 septembre 1829 (Ordonnance)                           |
| Bessuéjouls                    | Bessuéjouls                                                                              | fusion                                                         | 8 juillet 1829 (Ordonnance)                              | 8 juillet 1829 (Ordonnance)                              |
| Bessuéjouls                    | Cohulet                                                                                  | fusion                                                         | 8 juillet 1829 (Ordonnance)                              | 8 juillet 1829 (Ordonnance)                              |
| Verrières                      | Verrières (canton d'Estaing)                                                             | fusion                                                         | 8 juillet 1829 (Ordonnance)                              | 8 juillet 1829 (Ordonnance)                              |
| Verrières                      | Saint-Geniez-des-Ers                                                                     | fusion                                                         | 8 juillet 1829 (Ordonnance)                              | 8 juillet 1829 (Ordonnance)                              |
| Verrières                      | Sébrazac                                                                                 | fusion                                                         | 8 juillet 1829 (Ordonnance)                              | 8 juillet 1829 (Ordonnance)                              |
| Anglars                        | Anglars (canton de Rignac)                                                               | fusion                                                         | 17 juin 1829 (Ordonnance)                                | 17 juin 1829 (Ordonnance)                                |
| Anglars                        | Saint-Félix (une partie)                                                                 | fusion                                                         | 17 juin 1829 (Ordonnance)                                | 17 juin 1829 (Ordonnance)                                |
| Auzits                         | Auzits                                                                                   | fusion                                                         | 17 juin 1829 (Ordonnance)                                | 17 juin 1829 (Ordonnance)                                |
| Auzits                         | Rulhe                                                                                    | fusion                                                         | 17 juin 1829 (Ordonnance)                                | 17 juin 1829 (Ordonnance)                                |
| Auzits                         | Tersou                                                                                   | fusion                                                         | 17 juin 1829 (Ordonnance)                                | 17 juin 1829 (Ordonnance)                                |
| Bournazel                      | Bournazel                                                                                | fusion                                                         | 17 juin 1829 (Ordonnance)                                | 17 juin 1829 (Ordonnance)                                |
| Bournazel                      | La Capelle (canton de Rignac) (une partie)                                               | fusion                                                         | 17 juin 1829 (Ordonnance)                                | 17 juin 1829 (Ordonnance)                                |
| Bournazel                      | Goutrens                                                                                 | fusion                                                         | 17 juin 1829 (Ordonnance)                                | 17 juin 1829 (Ordonnance)                                |
| Canet                          | Canet (canton de Pont-de-Salars)                                                         | fusion                                                         | 17 juin 1829 (Ordonnance)                                | 17 juin 1829 (Ordonnance)                                |
| Canet                          | Conquettes                                                                               | fusion                                                         | 17 juin 1829 (Ordonnance)                                | 17 juin 1829 (Ordonnance)                                |
| Escandolières                  | Escandolières                                                                            | fusion                                                         | 17 juin 1829 (Ordonnance)                                | 17 juin 1829 (Ordonnance)                                |
| Escandolières                  | La Capelle (canton de Rignac) (une partie)                                               | fusion                                                         | 17 juin 1829 (Ordonnance)                                | 17 juin 1829 (Ordonnance)                                |
| Escandolières                  | Glassac (une partie)                                                                     | fusion                                                         | 17 juin 1829 (Ordonnance)                                | 17 juin 1829 (Ordonnance)                                |
| Pont-de-Salars                 | Pont-de-Salars                                                                           | fusion                                                         | 17 juin 1829 (Ordonnance)                                | 17 juin 1829 (Ordonnance)                                |
| Pont-de-Salars                 | Saint-Georges-de-Camboulas                                                               | fusion                                                         | 17 juin 1829 (Ordonnance)                                | 17 juin 1829 (Ordonnance)                                |
| Rignac                         | Rignac                                                                                   | fusion                                                         | 17 juin 1829 (Ordonnance)                                | 17 juin 1829 (Ordonnance)                                |
| Rignac                         | La Fabrie (canton de Rignac)                                                             | fusion                                                         | 17 juin 1829 (Ordonnance)                                | 17 juin 1829 (Ordonnance)                                |
| Rignac                         | Mirabel                                                                                  | fusion                                                         | 17 juin 1829 (Ordonnance)                                | 17 juin 1829 (Ordonnance)                                |
| Rignac                         | Le Moulin-de-Vaisse                                                                      | fusion                                                         | 17 juin 1829 (Ordonnance)                                | 17 juin 1829 (Ordonnance)                                |
| Rignac                         | La Pradelle                                                                              | fusion                                                         | 17 juin 1829 (Ordonnance)                                | 17 juin 1829 (Ordonnance)                                |
| Rignac                         | Saint-Félix (une partie)                                                                 | fusion                                                         | 17 juin 1829 (Ordonnance)                                | 17 juin 1829 (Ordonnance)                                |
| Saint-Christophe               | Saint-Christophe                                                                         | fusion                                                         | 17 juin 1829 (Ordonnance)                                | 17 juin 1829 (Ordonnance)                                |
| Saint-Christophe               | Glassac (une partie)                                                                     | fusion                                                         | 17 juin 1829 (Ordonnance)                                | 17 juin 1829 (Ordonnance)                                |
| Saint-Christophe               | Testet                                                                                   | fusion                                                         | 17 juin 1829 (Ordonnance)                                | 17 juin 1829 (Ordonnance)                                |
| Le Vibal                       | Le Vibal                                                                                 | fusion                                                         | 17 juin 1829 (Ordonnance)                                | 17 juin 1829 (Ordonnance)                                |
| Le Vibal                       | Fraissinhes                                                                              | fusion                                                         | 17 juin 1829 (Ordonnance)                                | 17 juin 1829 (Ordonnance)                                |
| Brommat                        | Brommat                                                                                  | fusion                                                         | 20 mai 1829 (Ordonnance)                                 | 20 mai 1829 (Ordonnance)                                 |
| Brommat                        | Albinhac (une partie)                                                                    | fusion                                                         | 20 mai 1829 (Ordonnance)                                 | 20 mai 1829 (Ordonnance)                                 |
| Brommat                        | Cussac (une partie)                                                                      | fusion                                                         | 20 mai 1829 (Ordonnance)                                 | 20 mai 1829 (Ordonnance)                                 |
| Brommat                        | Rueyre                                                                                   | fusion                                                         | 20 mai 1829 (Ordonnance)                                 | 20 mai 1829 (Ordonnance)                                 |
| Camboulazet                    | Camboulazet                                                                              | fusion                                                         | 20 mai 1829 (Ordonnance)                                 | 20 mai 1829 (Ordonnance)                                 |
| Camboulazet                    | La Fabrie (canton de Sauveterre)                                                         | fusion                                                         | 20 mai 1829 (Ordonnance)                                 | 20 mai 1829 (Ordonnance)                                 |
| Camboulazet                    | Noyers (canton de Sauveterre)                                                            | fusion                                                         | 20 mai 1829 (Ordonnance)                                 | 20 mai 1829 (Ordonnance)                                 |
| Camjac                         | Camjac-le-Bosc                                                                           | fusion                                                         | 20 mai 1829 (Ordonnance)                                 | 20 mai 1829 (Ordonnance)                                 |
| Camjac                         | Frons-et-Maury                                                                           | fusion                                                         | 20 mai 1829 (Ordonnance)                                 | 20 mai 1829 (Ordonnance)                                 |
| Centrès                        | Centrès                                                                                  | fusion                                                         | 20 mai 1829 (Ordonnance)                                 | 20 mai 1829 (Ordonnance)                                 |
| Centrès                        | Taurines                                                                                 | fusion                                                         | 20 mai 1829 (Ordonnance)                                 | 20 mai 1829 (Ordonnance)                                 |
| Centrès                        | Tayac                                                                                    | fusion                                                         | 20 mai 1829 (Ordonnance)                                 | 20 mai 1829 (Ordonnance)                                 |
| Lacroix                        | Lacroix                                                                                  | fusion                                                         | 20 mai 1829 (Ordonnance)                                 | 20 mai 1829 (Ordonnance)                                 |
| Lacroix                        | Bars                                                                                     | fusion                                                         | 20 mai 1829 (Ordonnance)                                 | 20 mai 1829 (Ordonnance)                                 |
| Lacroix                        | Murols (commune rétablie en 1904)                                                        | fusion                                                         | 20 mai 1829 (Ordonnance)                                 | 20 mai 1829 (Ordonnance)                                 |
| Lacroix                        | Valon                                                                                    | fusion                                                         | 20 mai 1829 (Ordonnance)                                 | 20 mai 1829 (Ordonnance)                                 |
| Mur-de-Barrez                  | Mur-de-Barrez                                                                            | fusion                                                         | 20 mai 1829 (Ordonnance)                                 | 20 mai 1829 (Ordonnance)                                 |
| Mur-de-Barrez                  | La Bastide                                                                               | fusion                                                         | 20 mai 1829 (Ordonnance)                                 | 20 mai 1829 (Ordonnance)                                 |
| Mur-de-Barrez                  | Brommes                                                                                  | fusion                                                         | 20 mai 1829 (Ordonnance)                                 | 20 mai 1829 (Ordonnance)                                 |
| Mur-de-Barrez                  | Cussac (une partie)                                                                      | fusion                                                         | 20 mai 1829 (Ordonnance)                                 | 20 mai 1829 (Ordonnance)                                 |
| Mur-de-Barrez                  | Nigresselle (une partie)                                                                 | fusion                                                         | 20 mai 1829 (Ordonnance)                                 | 20 mai 1829 (Ordonnance)                                 |
| Mur-de-Barrez                  | Peyrat (une partie)                                                                      | fusion                                                         | 20 mai 1829 (Ordonnance)                                 | 20 mai 1829 (Ordonnance)                                 |
| Mur-de-Barrez                  | Signalac                                                                                 | fusion                                                         | 20 mai 1829 (Ordonnance)                                 | 20 mai 1829 (Ordonnance)                                 |
| Quins                          | Quins                                                                                    | fusion                                                         | 20 mai 1829 (Ordonnance)                                 | 20 mai 1829 (Ordonnance)                                 |
| Quins                          | Jalenques                                                                                | fusion                                                         | 20 mai 1829 (Ordonnance)                                 | 20 mai 1829 (Ordonnance)                                 |
| Quins                          | Verdun                                                                                   | fusion                                                         | 20 mai 1829 (Ordonnance)                                 | 20 mai 1829 (Ordonnance)                                 |
| Saint-Just                     | Saint-Just                                                                               | fusion                                                         | 20 mai 1829 (Ordonnance)                                 | 20 mai 1829 (Ordonnance)                                 |
| Saint-Just                     | La Bastide-Paréage                                                                       | fusion                                                         | 20 mai 1829 (Ordonnance)                                 | 20 mai 1829 (Ordonnance)                                 |
| Saint-Just                     | Castelpers                                                                               | fusion                                                         | 20 mai 1829 (Ordonnance)                                 | 20 mai 1829 (Ordonnance)                                 |
| Saint-Just                     | Meljac (commune rétablie en 1906)                                                        | fusion                                                         | 20 mai 1829 (Ordonnance)                                 | 20 mai 1829 (Ordonnance)                                 |
| Saint-Just                     | Le Rouet                                                                                 | fusion                                                         | 20 mai 1829 (Ordonnance)                                 | 20 mai 1829 (Ordonnance)                                 |
| Tauriac                        | Tauriac (canton de Naucelle)                                                             | fusion                                                         | 20 mai 1829 (Ordonnance)                                 | 20 mai 1829 (Ordonnance)                                 |
| Tauriac                        | Cabrespines (canton de Naucelle)                                                         | fusion                                                         | 20 mai 1829 (Ordonnance)                                 | 20 mai 1829 (Ordonnance)                                 |
| Tauriac                        | Saint-Martial                                                                            | fusion                                                         | 20 mai 1829 (Ordonnance)                                 | 20 mai 1829 (Ordonnance)                                 |
| Taussac                        | Taussac                                                                                  | fusion                                                         | 20 mai 1829 (Ordonnance)                                 | 20 mai 1829 (Ordonnance)                                 |
| Taussac                        | Lez                                                                                      | fusion                                                         | 20 mai 1829 (Ordonnance)                                 | 20 mai 1829 (Ordonnance)                                 |
| Taussac                        | Peyrat (une partie)                                                                      | fusion                                                         | 20 mai 1829 (Ordonnance)                                 | 20 mai 1829 (Ordonnance)                                 |
| Thérondels                     | Thérondels                                                                               | fusion                                                         | 20 mai 1829 (Ordonnance)                                 | 20 mai 1829 (Ordonnance)                                 |
| Thérondels                     | Albinhac (une partie)                                                                    | fusion                                                         | 20 mai 1829 (Ordonnance)                                 | 20 mai 1829 (Ordonnance)                                 |
| Thérondels                     | Ladignac                                                                                 | fusion                                                         | 20 mai 1829 (Ordonnance)                                 | 20 mai 1829 (Ordonnance)                                 |
| Thérondels                     | Laussac                                                                                  | fusion                                                         | 20 mai 1829 (Ordonnance)                                 | 20 mai 1829 (Ordonnance)                                 |
| Thérondels                     | Nigresselle (une partie)                                                                 | fusion                                                         | 20 mai 1829 (Ordonnance)                                 | 20 mai 1829 (Ordonnance)                                 |
| Luc                            | Luc                                                                                      | fusion                                                         | 25 février 1829 (Ordonnance)                             | 25 février 1829 (Ordonnance)                             |
| Luc                            | La Boissonnade                                                                           | fusion                                                         | 25 février 1829 (Ordonnance)                             | 25 février 1829 (Ordonnance)                             |
| Luc                            | Calzins                                                                                  | fusion                                                         | 25 février 1829 (Ordonnance)                             | 25 février 1829 (Ordonnance)                             |
| Luc                            | La Capelle Saint-Martin                                                                  | fusion                                                         | 25 février 1829 (Ordonnance)                             | 25 février 1829 (Ordonnance)                             |
| Luc                            | Ruols                                                                                    | fusion                                                         | 25 février 1829 (Ordonnance)                             | 25 février 1829 (Ordonnance)                             |
| La Bastide-l'Évêque            | La Bastide-l'Évêque                                                                      | fusion                                                         | 1829                                                     | 1829                                                     |
| La Bastide-l'Évêque            | La Capelle-Bleys (commune rétablie en 1862)                                              | fusion                                                         | 1829                                                     | 1829                                                     |
| Castelmary                     | Castelmary                                                                               | fusion                                                         | 1829                                                     | 1829                                                     |
| Castelmary                     | Tayrac (commune rétablie en 1878)                                                        | fusion                                                         | 1829                                                     | 1829                                                     |
| Ceignac                        | Ceignac                                                                                  | fusion                                                         | 1829                                                     | 1829                                                     |
| Ceignac                        | Magrin                                                                                   | fusion                                                         | 1829                                                     | 1829                                                     |
| Ceignac                        | Milhac                                                                                   | fusion                                                         | 1829                                                     | 1829                                                     |
| Ceignac                        | Naves (canton de Cassagnes)                                                              | fusion                                                         | 1829                                                     | 1829                                                     |
| Gaillac                        | Gaillac                                                                                  | fusion                                                         | 1829                                                     | 1829                                                     |
| Gaillac                        | Gagnac                                                                                   | fusion                                                         | 1829                                                     | 1829                                                     |
| Martiel                        | Martiel                                                                                  | fusion                                                         | 1829                                                     | 1829                                                     |
| Martiel                        | Elbès                                                                                    | fusion                                                         | 1829                                                     | 1829                                                     |
| Martiel                        | Fontaynous                                                                               | fusion                                                         | 1829                                                     | 1829                                                     |
| Martiel                        | Ginouillac                                                                               | fusion                                                         | 1829                                                     | 1829                                                     |
| Martiel                        | Marroule                                                                                 | fusion                                                         | 1829                                                     | 1829                                                     |
| La Rouquette                   | La Rouquette                                                                             | fusion                                                         | 1829                                                     | 1829                                                     |
| La Rouquette                   | La Bastide-Capdenac                                                                      | fusion                                                         | 1829                                                     | 1829                                                     |
| La Rouquette                   | Orlhonac                                                                                 | fusion                                                         | 1829                                                     | 1829                                                     |
| La Rouquette                   | Souzils                                                                                  | fusion                                                         | 1829                                                     | 1829                                                     |
| Saint-Beauzély                 | Saint-Beauzély                                                                           | fusion                                                         | 1829,                                                    | 1829,                                                    |
| Saint-Beauzély                 | Castelmus (rattachée à Castelnau-P. lors de son rétablissement en 1834)                  | fusion                                                         | 1829,                                                    | 1829,                                                    |
| Saint-Beauzély                 | Castelnau-Pégayrols (commune rétablie en 1834)                                           | fusion                                                         | 1829,                                                    | 1829,                                                    |
| Saint-Rome-de-Tarn             | Saint-Rome-de-Tarn                                                                       | fusion                                                         | 1829                                                     | 1829                                                     |
| Saint-Rome-de-Tarn             | Montredon                                                                                | fusion                                                         | 1829                                                     | 1829                                                     |
| Sauclières                     | Sauclières                                                                               | fusion                                                         | 1829,                                                    | 1829,                                                    |
| Sauclières                     | La Couvertoirade (commune rétablie en 1834)                                              | fusion                                                         | 1829,                                                    | 1829,                                                    |
| Sauclières                     | Les Enfruts (rattachée à La Couvertoirade lors de son rétablissement en 1834)            | fusion                                                         | 1829,                                                    | 1829,                                                    |
| Vabre                          | Vabre (canton de Rieupeyroux)                                                            | fusion                                                         | 1829,                                                    | 1829,                                                    |
| Vabre                          | Bleyssol                                                                                 | fusion                                                         | 1829,                                                    | 1829,                                                    |
| Vabre                          | Saint-Salvadou (commune rétablie en 1842)                                                | fusion                                                         | 1829,                                                    | 1829,                                                    |
| Vabre                          | Tizac                                                                                    | fusion                                                         | 1829,                                                    | 1829,                                                    |
| Vailhourles                    | Vailhourles                                                                              | fusion                                                         | 1829                                                     | 1829                                                     |
| Vailhourles                    | Calcomier                                                                                | fusion                                                         | 1829                                                     | 1829                                                     |
| Vailhourles                    | Mémer                                                                                    | fusion                                                         | 1829                                                     | 1829                                                     |
| Vailhourles                    | Saint-Grat                                                                               | fusion                                                         | 1829                                                     | 1829                                                     |
| Vézins                         | Vézins                                                                                   | fusion                                                         | 1829                                                     | 1829                                                     |
| Vézins                         | Le Ram                                                                                   | fusion                                                         | 1829                                                     | 1829                                                     |
| La Loubière                    | La Loubière                                                                              | fusion                                                         | 1821                                                     | 1821                                                     |
| La Loubière                    | Lioujas                                                                                  | fusion                                                         | 1821                                                     | 1821                                                     |
| Mouret                         | Mouret                                                                                   | fusion                                                         | 1821                                                     | 1821                                                     |
| Mouret                         | Mousset-la-Chapelle                                                                      | fusion                                                         | 1821                                                     | 1821                                                     |
| Mouret                         | Sénejac                                                                                  | fusion                                                         | 1821                                                     | 1821                                                     |
| Rodelle                        | Rodelle                                                                                  | fusion                                                         | 1821                                                     | 1821                                                     |
| Rodelle                        | Lagnac                                                                                   | fusion                                                         | 1821                                                     | 1821                                                     |
| Saint-Léons                    | Saint-Léons                                                                              | fusion                                                         | 1821                                                     | 1821                                                     |
| Saint-Léons                    | Verrières (canton de Saint-Beauzély) (commune rétablie en 1828)                          | fusion                                                         | 1821                                                     | 1821                                                     |
| Séverac-le-Château             | Séverac-le-Château                                                                       | fusion                                                         | 1821                                                     | 1821                                                     |
| Séverac-le-Château             | Novis                                                                                    | fusion                                                         | 1821                                                     | 1821                                                     |
| Séverac-le-Château             | Saint-Dalmazy                                                                            | fusion                                                         | 1821                                                     | 1821                                                     |
| Valady                         | Valady                                                                                   | fusion                                                         | 1821                                                     | 1821                                                     |
| Valady                         | Clausevignes                                                                             | fusion                                                         | 1821                                                     | 1821                                                     |
| Valady                         | Nuces                                                                                    | fusion                                                         | 1821                                                     | 1821                                                     |
| Brommat                        | Brommat                                                                                  | fusion                                                         | 1819                                                     | 1819                                                     |
| Brommat                        | Valcaylès                                                                                | fusion                                                         | 1819                                                     | 1819                                                     |
| Lacalm                         | Lacalm                                                                                   | fusion                                                         | 1819                                                     | 1819                                                     |
| Lacalm                         | Cayrac                                                                                   | fusion                                                         | 1819                                                     | 1819                                                     |
| Saint-Laurent-d'Olt            | Saint-Laurent-d'Olt                                                                      | fusion                                                         | 1819                                                     | 1819                                                     |
| Saint-Laurent-d'Olt            | Ajas                                                                                     | fusion                                                         | 1819                                                     | 1819                                                     |
| Saint-Laurent-d'Olt            | Outrol                                                                                   | fusion                                                         | 1819                                                     | 1819                                                     |
| La Cavalerie                   | La Cavalerie                                                                             | fusion                                                         | 1818                                                     | 1818                                                     |
| La Cavalerie                   | L'Hospitalet (commune rétablie en 1834)                                                  | fusion                                                         | 1818                                                     | 1818                                                     |
| Concourès                      | Flars                                                                                    | fusion                                                         | 1813                                                     | 1813                                                     |
| Concourès                      | Gajac                                                                                    | fusion                                                         | 1813                                                     | 1813                                                     |
| Concourès                      | Onet-l'Église                                                                            | fusion                                                         | 1813                                                     | 1813                                                     |
| Concourès                      | Sébazac-Concourès                                                                        | fusion                                                         | 1813                                                     | 1813                                                     |
| Prades                         | Prades (canton de Pont-de-Salars)                                                        | fusion                                                         | 1807                                                     | 1807                                                     |
| Prades                         | Boulouis                                                                                 | fusion                                                         | 1807                                                     | 1807                                                     |
| Vézins                         | Vézins                                                                                   | fusion                                                         | 1807                                                     | 1807                                                     |
| Vézins                         | Laclaux                                                                                  | fusion                                                         | 1807                                                     | 1807                                                     |
| Vézins                         | Montferran                                                                               | fusion                                                         | 1807                                                     | 1807                                                     |
| Vézins                         | Saint-Étienne-du-Ram                                                                     | fusion                                                         | 1807                                                     | 1807                                                     |
| Pomayrols                      | Pomayrols                                                                                | fusion                                                         | 1805                                                     | 1805                                                     |
| Pomayrols                      | Lunet                                                                                    | fusion                                                         | 1805                                                     | 1805                                                     |
| Villefranche                   | Villefranche                                                                             | fusion                                                         | 1801                                                     | 1801                                                     |
| Villefranche                   | Veuzac (une partie)                                                                      | fusion                                                         | 1801                                                     | 1801                                                     |
| Saint-Rémy                     | Saint-Rémy                                                                               | fusion                                                         | 1801                                                     | 1801                                                     |
| Saint-Rémy                     | Veuzac (une partie)                                                                      | fusion                                                         | 1801                                                     | 1801                                                     |
| Maleville                      | Maleville                                                                                | fusion                                                         | 1801                                                     | 1801                                                     |
| Maleville                      | Veuzac (une partie)                                                                      | fusion                                                         | 1801                                                     | 1801                                                     |
| Saint-Jean-et-Saint-Paul       | Saint-Jean-et-Saint-Paul                                                                 | fusion                                                         | 24 juin 1800 (Arrêté) (5 messidor an 8)                  | 24 juin 1800 (Arrêté) (5 messidor an 8)                  |
| Saint-Jean-et-Saint-Paul       | Marnhagues-et-Latour (commune rétablie en 1839)                                          | fusion                                                         | 24 juin 1800 (Arrêté) (5 messidor an 8)                  | 24 juin 1800 (Arrêté) (5 messidor an 8)                  |
| Salles-la-Source               | Salles-la-Source                                                                         | fusion                                                         | 1800                                                     | 1800                                                     |
| Salles-la-Source               | La Garde                                                                                 | fusion                                                         | 1800                                                     | 1800                                                     |
| Sénergues                      | Sénergues                                                                                | fusion                                                         | 1800                                                     | 1800                                                     |
| Sénergues                      | Montarnal                                                                                | fusion                                                         | 1800                                                     | 1800                                                     |
| Sénergues                      | Saint-Sulpice                                                                            | fusion                                                         | 1800                                                     | 1800                                                     |
| Bertholène                     | Bertholène                                                                               | fusion                                                         | 1795-1800                                                | 1795-1800                                                |
| Bertholène                     | Ayrignac                                                                                 | fusion                                                         | 1795-1800                                                | 1795-1800                                                |
| Campouriez                     | Campouriez                                                                               | fusion                                                         | 1795-1800,                                               | 1795-1800,                                               |
| Campouriez                     | Jean-Dauriac                                                                             | fusion                                                         | 1795-1800,                                               | 1795-1800,                                               |
| Campouriez                     | Prieur-d'Orliaguet                                                                       | fusion                                                         | 1795-1800,                                               | 1795-1800,                                               |
| Firmi                          | Firmi                                                                                    | fusion                                                         | 1795-1800                                                | 1795-1800                                                |
| Firmi                          | Firmi-Claux                                                                              | fusion                                                         | 1795-1800                                                | 1795-1800                                                |
| Flagnac                        | Flagnac                                                                                  | fusion                                                         | 1795-1800                                                | 1795-1800                                                |
| Flagnac                        | Puech-d'Anhac                                                                            | fusion                                                         | 1795-1800                                                | 1795-1800                                                |
| Flavin                         | Flavin                                                                                   | fusion                                                         | 1795-1800                                                | 1795-1800                                                |
| Flavin                         | Masmarcon                                                                                | fusion                                                         | 1795-1800                                                | 1795-1800                                                |
| Lavernhe                       | Lavernhe                                                                                 | fusion                                                         | 1795-1800                                                | 1795-1800                                                |
| Lavernhe                       | Saint-Grégoire                                                                           | fusion                                                         | 1795-1800                                                | 1795-1800                                                |
| Lavernhe                       | Saint-Privat                                                                             | fusion                                                         | 1795-1800                                                | 1795-1800                                                |
| Montbazens                     | Montbazens                                                                               | fusion                                                         | 1795-1800                                                | 1795-1800                                                |
| Montbazens                     | Espeillac                                                                                | fusion                                                         | 1795-1800                                                | 1795-1800                                                |
| Montrozier                     | Montrozier                                                                               | fusion                                                         | 1795-1800                                                | 1795-1800                                                |
| Montrozier                     | Gages                                                                                    | fusion                                                         | 1795-1800                                                | 1795-1800                                                |
| Novis                          | Novis                                                                                    | fusion                                                         | 1795-1800                                                | 1795-1800                                                |
| Novis                          | La Saumonta                                                                              | fusion                                                         | 1795-1800                                                | 1795-1800                                                |
| Pont-de-Salars                 | Pont-de-Salars                                                                           | fusion                                                         | 1795-1800                                                | 1795-1800                                                |
| Pont-de-Salars                 | Fombelles                                                                                | fusion                                                         | 1795-1800                                                | 1795-1800                                                |
| Recoules-Prévinquières         | Recoules-Prévinquières                                                                   | fusion                                                         | 1795-1800                                                | 1795-1800                                                |
| Recoules-Prévinquières         | Bessodes-le-Sourd                                                                        | fusion                                                         | 1795-1800                                                | 1795-1800                                                |
| Rivière                        | Rivière                                                                                  | fusion                                                         | 1795-1800                                                | 1795-1800                                                |
| Rivière                        | Suège                                                                                    | fusion                                                         | 1795-1800                                                | 1795-1800                                                |
| Saint-Amans                    | Saint-Amans (canton de Saint-Amans)                                                      | fusion                                                         | 1795-1800                                                | 1795-1800                                                |
| Saint-Amans                    | François-Cat                                                                             | fusion                                                         | 1795-1800                                                | 1795-1800                                                |
| Sainte-Geneviève               | Sainte-Geneviève                                                                         | fusion                                                         | 1795-1800                                                | 1795-1800                                                |
| Sainte-Geneviève               | Benaven                                                                                  | fusion                                                         | 1795-1800                                                | 1795-1800                                                |
| Salmiech                       | Salmiech                                                                                 | fusion                                                         | 1795-1800                                                | 1795-1800                                                |
| Salmiech                       | Vabre (canton de Cassagnes)                                                              | fusion                                                         | 1795-1800                                                | 1795-1800                                                |
| Sévérac-le-Château             | Sévérac-le-Château                                                                       | fusion                                                         | 1795-1800                                                | 1795-1800                                                |
| Sévérac-le-Château             | Altès                                                                                    | fusion                                                         | 1795-1800                                                | 1795-1800                                                |
| Le Vibal                       | Le Vibal                                                                                 | fusion                                                         | 1795-1800                                                | 1795-1800                                                |
| Le Vibal                       | Pachins (canton de Pont-de-Salars)                                                       | fusion                                                         | 1795-1800                                                | 1795-1800                                                |
| Aurelle                        | Aurelle                                                                                  | fusion                                                         | 1790-1794                                                | 1790-1794                                                |
| Aurelle                        | Le Burgnou                                                                               | fusion                                                         | 1790-1794                                                | 1790-1794                                                |
| Aurelle                        | Lasginestes                                                                              | fusion                                                         | 1790-1794                                                | 1790-1794                                                |
| La Bastide-l'Évêque            | La Bastide-l'Évêque                                                                      | fusion                                                         | 1790-1794                                                | 1790-1794                                                |
| La Bastide-l'Évêque            | Le Cayla (canton de Rieupeyroux)                                                         | fusion                                                         | 1790-1794                                                | 1790-1794                                                |
| Bedos-Peyralle                 | Bedos                                                                                    | fusion                                                         | 1790-1794                                                | 1790-1794                                                |
| Bedos-Peyralle                 | Peyralle                                                                                 | fusion                                                         | 1790-1794                                                | 1790-1794                                                |
| Bégon                          | Bégon                                                                                    | fusion                                                         | 1790-1794                                                | 1790-1794                                                |
| Bégon                          | Sauguières                                                                               | fusion                                                         | 1790-1794                                                | 1790-1794                                                |
| Bor-et-Bar                     | Bors                                                                                     | fusion                                                         | 1790-1794                                                | 1790-1794                                                |
| Bor-et-Bar                     | Bar                                                                                      | fusion                                                         | 1790-1794                                                | 1790-1794                                                |
| Cabrespines (canton d'Estaing) | Cabrespines (canton d'Estaing)                                                           | fusion                                                         | 1790-1794                                                | 1790-1794                                                |
| Cabrespines (canton d'Estaing) | Dom-Daurenque                                                                            | fusion                                                         | 1790-1794                                                | 1790-1794                                                |
| Cabrespines (canton d'Estaing) | Le Monastère (canton d'Estaing)                                                          | fusion                                                         | 1790-1794                                                | 1790-1794                                                |
| Calmels-et-le-Viala            | Calmels                                                                                  | fusion                                                         | 1790-1794                                                | 1790-1794                                                |
| Calmels-et-le-Viala            | Le Viala                                                                                 | fusion                                                         | 1790-1794                                                | 1790-1794                                                |
| Canals-et-Sorgues              | Canals                                                                                   | fusion                                                         | 1790-1794                                                | 1790-1794                                                |
| Canals-et-Sorgues              | Sorgues                                                                                  | fusion                                                         | 1790-1794                                                | 1790-1794                                                |
| Centrès                        | Centrès                                                                                  | fusion                                                         | 1790-1794                                                | 1790-1794                                                |
| Centrès                        | Veyrac                                                                                   | fusion                                                         | 1790-1794                                                | 1790-1794                                                |
| Condom                         | Condom                                                                                   | fusion                                                         | 1790-1794                                                | 1790-1794                                                |
| Condom                         | Le Serre (canton de Saint-Chély)                                                         | fusion                                                         | 1790-1794                                                | 1790-1794                                                |
| Connac                         | Connac                                                                                   | fusion                                                         | 1790-1794                                                | 1790-1794                                                |
| Connac                         | Perret                                                                                   | fusion                                                         | 1790-1794                                                | 1790-1794                                                |
| Frons-et-Maury                 | Frons                                                                                    | fusion                                                         | 1790-1794                                                | 1790-1794                                                |
| Frons-et-Maury                 | Maury                                                                                    | fusion                                                         | 1790-1794                                                | 1790-1794                                                |
| Gozon                          | Gozon                                                                                    | fusion                                                         | 1790-1794                                                | 1790-1794                                                |
| Gozon                          | Melvien                                                                                  | fusion                                                         | 1790-1794                                                | 1790-1794                                                |
| Lassouts                       | Lassouts                                                                                 | fusion                                                         | 1790-1794                                                | 1790-1794                                                |
| Lassouts                       | Saint-Savy                                                                               | fusion                                                         | 1790-1794                                                | 1790-1794                                                |
| Laval-et-Cénomes               | Laval (canton de Camarès)                                                                | fusion                                                         | 1790-1794                                                | 1790-1794                                                |
| Laval-et-Cénomes               | Cénomes                                                                                  | fusion                                                         | 1790-1794                                                | 1790-1794                                                |
| Marnhagues-et-Latour           | Marnhagues                                                                               | fusion                                                         | 1790-1794                                                | 1790-1794                                                |
| Marnhagues-et-Latour           | Latour                                                                                   | fusion                                                         | 1790-1794                                                | 1790-1794                                                |
| Martiel                        | Martiel                                                                                  | fusion                                                         | 1790-1794                                                | 1790-1794                                                |
| Martiel                        | Lagardelle (canton de Villefranche)                                                      | fusion                                                         | 1790-1794                                                | 1790-1794                                                |
| Monteils                       | Monteils (canton de Najac)                                                               | fusion                                                         | 1790-1794                                                | 1790-1794                                                |
| Monteils                       | Floirac (canton de Najac)                                                                | fusion                                                         | 1790-1794                                                | 1790-1794                                                |
| Montpaon                       | Montpaon                                                                                 | fusion                                                         | 1790-1794                                                | 1790-1794                                                |
| Montpaon                       | Fondamente                                                                               | fusion                                                         | 1790-1794                                                | 1790-1794                                                |
| Montpaon                       | Saint-Maurice-de-Sorgues                                                                 | fusion                                                         | 1790-1794                                                | 1790-1794                                                |
| Montpeyroux                    | Montpeyroux                                                                              | fusion                                                         | 1790-1794                                                | 1790-1794                                                |
| Montpeyroux                    | Engalenc                                                                                 | fusion                                                         | 1790-1794                                                | 1790-1794                                                |
| Montpeyroux                    | Esparou                                                                                  | fusion                                                         | 1790-1794                                                | 1790-1794                                                |
| Montpeyroux                    | Seignour-Delcros                                                                         | fusion                                                         | 1790-1794                                                | 1790-1794                                                |
| Ols-et-Rinhodes                | Ols                                                                                      | fusion                                                         | 1790-1794                                                | 1790-1794                                                |
| Ols-et-Rinhodes                | Rinhodes                                                                                 | fusion                                                         | 1790-1794                                                | 1790-1794                                                |
| Peux-et-Couffouleux            | Peux                                                                                     | fusion                                                         | 1790-1794                                                | 1790-1794                                                |
| Peux-et-Couffouleux            | Couffouleux                                                                              | fusion                                                         | 1790-1794                                                | 1790-1794                                                |
| Saint-Chély                    | Saint-Chély-d'Estaing                                                                    | fusion                                                         | 1790-1794                                                | 1790-1794                                                |
| Saint-Chély                    | Saint-Chély-de-Belveze                                                                   | fusion                                                         | 1790-1794                                                | 1790-1794                                                |
| Saint-Cirq                     | Saint-Cirq                                                                               | fusion                                                         | 1790-1794                                                | 1790-1794                                                |
| Saint-Cirq                     | Roussenac (canton de La Selve)                                                           | fusion                                                         | 1790-1794                                                | 1790-1794                                                |
| Saint-Jean-et-Saint-Paul       | Saint-Jean                                                                               | fusion                                                         | 1790-1794                                                | 1790-1794                                                |
| Saint-Jean-et-Saint-Paul       | Saint-Paul-de-Fons                                                                       | fusion                                                         | 1790-1794                                                | 1790-1794                                                |
| Saint-Rome-de-Cernon           | Saint-Rome-de-Cernon                                                                     | fusion                                                         | 1790-1794                                                | 1790-1794                                                |
| Saint-Rome-de-Cernon           | Bussac                                                                                   | fusion                                                         | 1790-1794                                                | 1790-1794                                                |
| Saint-Sever                    | Saint-Sever                                                                              | fusion                                                         | 1790-1794                                                | 1790-1794                                                |
| Saint-Sever                    | Le Soulier (canton de Belmont)                                                           | fusion                                                         | 1790-1794                                                | 1790-1794                                                |
| Sébrazac                       | Sébrazac                                                                                 | fusion                                                         | 1790-1794                                                | 1790-1794                                                |
| Sébrazac                       | Alaux                                                                                    | fusion                                                         | 1790-1794                                                | 1790-1794                                                |
| Sébrazac                       | Majourat                                                                                 | fusion                                                         | 1790-1794                                                | 1790-1794                                                |
| La Selve                       | La Selve                                                                                 | fusion                                                         | 1790-1794                                                | 1790-1794                                                |
| La Selve                       | Garraissous                                                                              | fusion                                                         | 1790-1794                                                | 1790-1794                                                |
| La Selve                       | Outrelaigue                                                                              | fusion                                                         | 1790-1794                                                | 1790-1794                                                |
| La Selve                       | Vayssous                                                                                 | fusion                                                         | 1790-1794                                                | 1790-1794                                                |
| Soulages-Bonneval              | Soulages-Bonneval                                                                        | fusion                                                         | 1790-1794                                                | 1790-1794                                                |
| Soulages-Bonneval              | Lagardelle (canton de Laguiole)                                                          | fusion                                                         | 1790-1794                                                | 1790-1794                                                |
| Soulages-Bonneval              | Les Salles                                                                               | fusion                                                         | 1790-1794                                                | 1790-1794                                                |
| Soulages-Bonneval              | Soulaguet                                                                                | fusion                                                         | 1790-1794                                                | 1790-1794                                                |
| Le Truel                       | Le Truel                                                                                 | fusion                                                         | 1790-1794                                                | 1790-1794                                                |
| Le Truel                       | Rives                                                                                    | fusion                                                         | 1790-1794                                                | 1790-1794                                                |
| Versols-et-Lapeyre             | Versols                                                                                  | fusion                                                         | 1790-1794                                                | 1790-1794                                                |
| Versols-et-Lapeyre             | Lapeyre                                                                                  | fusion                                                         | 1790-1794                                                | 1790-1794                                                |

## Créations et rétablissements
| Nom de la commune créée              | Commune affectée                 | Mode de création                            | Date (et nature) de la décision | Date d'effet                    |
| ------------------------------------ | -------------------------------- | ------------------------------------------- | ------------------------------- | ------------------------------- |
| Les Albres                           | (Viviez-les-Albres)              | Rétablissement (et suppression)             | 3 novembre 1978 (Arrêté)        | 7 décembre 1978                 |
| Viviez                               | (Viviez-les-Albres)              | Rétablissement (et suppression)             | 3 novembre 1978 (Arrêté)        | 7 décembre 1978                 |
| Curan                                | Salles-Curan                     | Rétablissement                              | 31 octobre 1952 (Arrêté)        | 3 décembre 1952                 |
| Mayran                               | Belcastel                        | Rétablissement                              | 23 décembre 1908 (Loi)          | 23 décembre 1908 (Loi)          |
| Lanuéjouls                           | (Lanuéjouls-Privezac)            | Rétablissement (et suppression)             | 8 janvier 1908 (Loi)            | 8 janvier 1908 (Loi)            |
| Privezac                             | (Lanuéjouls-Privezac)            | Rétablissement (et suppression)             | 8 janvier 1908 (Loi)            | 8 janvier 1908 (Loi)            |
| Meljac                               | Saint-Just                       | Rétablissement                              | 22 juin 1906 (Loi)              | 22 juin 1906 (Loi)              |
| Murols                               | Lacroix                          | Rétablissement                              | 29 février 1904 (Loi)           | 29 février 1904 (Loi)           |
| Ambeyrac                             | Montsalès                        | Rétablissement                              | 30 juin 1884 (Loi)              | 30 juin 1884 (Loi)              |
| La Serre                             | Saint-Sernin                     | Rétablissement                              | 12 avril 1880 (Loi)             | 12 avril 1880 (Loi)             |
| Connac                               | Réquista                         | Rétablissement                              | 27 décembre 1879 (Loi)          | 27 décembre 1879 (Loi)          |
| Saint-Beaulize                       | Montpaon                         | Rétablissement                              | 24 décembre 1878 (Loi)          | 24 décembre 1878 (Loi)          |
| Boussac                              | Castanet (canton de Sauveterre)  | Rétablissement                              | 5 juin 1878 (Décret)            | 5 juin 1878 (Décret)            |
| Boussac                              | Gramond                          | Rétablissement                              | 5 juin 1878 (Décret)            | 5 juin 1878 (Décret)            |
| Tayrac                               | Castelmary                       | Rétablissement                              | 8 avril 1878 (Loi)              | 8 avril 1878 (Loi)              |
| Les Albres                           | Asprières                        | Rétablissement                              | 12 août 1877 (Décret)           | 12 août 1877 (Décret)           |
| Boisse-Penchot                       | Viviez                           | Rétablissement                              | 15 mars 1875 (Décret)           | 15 mars 1875 (Décret)           |
| Saint-Jean-Delnous                   | Lédergues                        | Démembrement                                | 5 août 1874 (Loi)               | 5 août 1874 (Loi)               |
| Saint-Jean-Delnous                   | Réquista                         | Démembrement                                | 5 août 1874 (Loi)               | 5 août 1874 (Loi)               |
| Ayssènes                             | Le Truel                         | Rétablissement                              | 31 juillet 1874 (Décret)        | 31 juillet 1874 (Décret)        |
| Vitrac                               | Cantoin                          | Rétablissement                              | 31 juillet 1874 (Décret)        | 31 juillet 1874 (Décret)        |
| Vitrac                               | Graissac                         | Rétablissement                              | 31 juillet 1874 (Décret)        | 31 juillet 1874 (Décret)        |
| Vitrac                               | Lacalm                           | Rétablissement                              | 31 juillet 1874 (Décret)        | 31 juillet 1874 (Décret)        |
| La Bastide-Solages                   | Plaisance                        | Rétablissement                              | 29 juin 1874 (Décret)           | 29 juin 1874 (Décret)           |
| Brandonnet                           | Maleville                        | Démembrement                                | 29 décembre 1873 (Loi)          | 29 décembre 1873 (Loi)          |
| Tauriac (canton de Camarès)          | Mélagues                         | Démembrement                                | 1872                            | 1872                            |
| Arnac (canton de Camarès)            | Mélagues                         | Démembrement                                | 1871                            | 1871                            |
| Saint-Laurent-de-Lévézou             | Saint-Léons                      | Démembrement                                | 7 avril 1869 (Décret)           | 7 avril 1869 (Décret)           |
| Valzergues                           | Galgan                           | Démembrement                                | 15 avril 1868 (Décret)          | 15 avril 1868 (Décret)          |
| Le Cayrol                            | Coubisou                         | Rétablissement                              | 30 mai 1866 (Loi)               | 30 mai 1866 (Loi)               |
| Le Cayrol                            | Espalion                         | Rétablissement                              | 30 mai 1866 (Loi)               | 30 mai 1866 (Loi)               |
| Balsac                               | Clairvaux                        | Rétablissement                              | 7 mars 1866 (Loi)               | 7 mars 1866 (Loi)               |
| La Capelle-Bleys                     | La Bastide-l'Évêque              | Rétablissement                              | 1862                            | 1862                            |
| Campuac                              | Villecomtal                      | Rétablissement                              | 7 juin 1853 (Loi)               | 7 juin 1853 (Loi)               |
| Savignac                             | Toulonjac                        | Démembrement                                | 11 juin 1852 (Loi)              | 11 juin 1852 (Loi)              |
| Les Costes                           | Saint-Rome-de-Tarn               | Rétablissement                              | 25 mai 1852 (Décret)            | 25 mai 1852 (Décret)            |
| Saint-Victor                         | Saint-Rome-de-Tarn               | Rétablissement                              | 25 mai 1852 (Décret)            | 25 mai 1852 (Décret)            |
| Enguialès                            | Entraygues                       | Rétablissement                              | 22 mars 1851 (Loi)              | 22 mars 1851 (Loi)              |
| Saujac                               | Salvagnac-Cajarc                 | Rétablissement                              | 5 août 1850 (Loi)               | 5 août 1850 (Loi)               |
| Montfranc                            | Pousthomy                        | Rétablissement                              | 10 janvier 1850 (Loi)           | 10 janvier 1850 (Loi)           |
| Veyreau                              | Saint-André-de-Vézines           | Rétablissement                              | 24 décembre 1849 (Décret)       | 24 décembre 1849 (Décret)       |
| Brasc                                | Coupiac                          | Démembrement                                | 19 juillet 1845 (Loi)           | 19 juillet 1845 (Loi)           |
| Viala-du-Pas-de-Jaux                 | Lapanouse-de-Cernon              | Démembrement                                | 19 juillet 1845 (Loi)           | 19 juillet 1845 (Loi)           |
| Balaguier (canton de Saint-Sernin)   | Saint-Sernin                     | Rétablissement                              | 16 mai 1845 (Ordonnance)        | 16 mai 1845 (Ordonnance)        |
| Le Clapier                           | Montpaon                         | Démembrement                                | 13 février 1845 (Ordonnance)    | 13 février 1845 (Ordonnance)    |
| Soulages-Bonneval                    | Cassuéjouls                      | Rétablissement                              | 25 mai 1844 (Ordonnance) ,      | 25 mai 1844 (Ordonnance) ,      |
| Aurelle                              | Pomayrols                        | Rétablissement                              | 16 avril 1844 (Ordonnance)      | 16 avril 1844 (Ordonnance)      |
| La Capelle-Bonance                   | Saint-Saturnin                   | Démembrement                                | 25 mai 1843 (Ordonnance)        | 25 mai 1843 (Ordonnance)        |
| Lugan                                | Montbazens                       | Rétablissement                              | 25 mai 1843 (Ordonnance)        | 25 mai 1843 (Ordonnance)        |
| Roussennac                           | Montbazens                       | Rétablissement                              | 25 mai 1843 (Ordonnance)        | 25 mai 1843 (Ordonnance)        |
| Alrance                              | Villefranche-de-Panat            | Rétablissement                              | 11 décembre 1842 (Ordonnance)   | 11 décembre 1842 (Ordonnance)   |
| Saint-Jean-d'Alcapiès                | Roquefort                        | Démembrement                                | 22 mars 1842 (Ordonnance)       | 22 mars 1842 (Ordonnance)       |
| Tournemire                           | Roquefort                        | Démembrement                                | 22 mars 1842 (Ordonnance)       | 22 mars 1842 (Ordonnance)       |
| Brousse                              | Broquiès                         | Démembrement                                | 24 février 1842 (Ordonnance)    | 24 février 1842 (Ordonnance)    |
| Thouels                              | Broquiès                         | Démembrement                                | 24 février 1842 (Ordonnance)    | 24 février 1842 (Ordonnance)    |
| Saint-Salvadou                       | Vabre (canton de Rieupeyroux)    | Rétablissement                              | 24 février 1842 (Ordonnance) ,  | 24 février 1842 (Ordonnance) ,  |
| Almon                                | Flagnac                          | Rétablissement                              | 14 juin 1841 (Ordonnance) ,     | 14 juin 1841 (Ordonnance) ,     |
| La Bastide-Pradines                  | Saint-Rome-de-Cernon             | Démembrement                                | 29 avril 1841 (Loi)             | 29 avril 1841 (Loi)             |
| La Terrisse                          | Alpuech                          | Rétablissement                              | 7 septembre 1840 (Ordonnance) , | 7 septembre 1840 (Ordonnance) , |
| Calmels-et-le-Viala                  | Vabres                           | Démembrement                                | 21 octobre 1839 (Ordonnance)    | 21 octobre 1839 (Ordonnance)    |
| Marnhagues-et-Latour                 | Saint-Jean-et-Saint-Paul         | Rétablissement                              | 5 août 1839 (Ordonnance)        | 5 août 1839 (Ordonnance)        |
| Lapanouse-de-Cernon                  | Sainte-Eulalie-du-Larzac         | Démembrement                                | 20 mai 1839 (Ordonnance)        | 20 mai 1839 (Ordonnance)        |
| Saint-Martin-de-Lenne                | Saint-Saturnin                   | Démembrement                                | 9 avril 1839 (Ordonnance)       | 9 avril 1839 (Ordonnance)       |
| Balaguier (canton de Capdenac)       | Foissac                          | Rétablissement                              | 8 mars 1839 (Ordonnance) ,      | 8 mars 1839 (Ordonnance) ,      |
| Coussergues                          | Cruéjouls                        | Rétablissement                              | 8 mars 1839 (Ordonnance) ,      | 8 mars 1839 (Ordonnance) ,      |
| Castanet (canton de Sauveterre)      | Castelnau (canton de Sauveterre) | Démembrement (et suppression)               | 3 juillet 1837 (Ordonnance)     | 3 juillet 1837 (Ordonnance)     |
| Pradinas                             | Castelnau (canton de Sauveterre) | Démembrement (et suppression)               | 3 juillet 1837 (Ordonnance)     | 3 juillet 1837 (Ordonnance)     |
| Drulhe                               | Galgan                           | Démembrement                                | 3 juillet 1837 (Ordonnance)     | 3 juillet 1837 (Ordonnance)     |
| Prades-d'Aubrac                      | Pomayrols                        | Rétablissement                              | 3 juillet 1837 (Ordonnance)     | 3 juillet 1837 (Ordonnance)     |
| Pruines                              | Nauviale                         | Démembrement                                | 3 juillet 1837 (Ordonnance)     | 3 juillet 1837 (Ordonnance)     |
| Sainte-Eulalie                       | Pierrefiche                      | Démembrement                                | 3 juillet 1837 (Ordonnance)     | 3 juillet 1837 (Ordonnance)     |
| Bor-et-Bar                           | Saint-André (canton de Najac)    | Rétablissement                              | 9 novembre 1834 (Ordonnance)    | 9 novembre 1834 (Ordonnance)    |
| Comps-la-Grand-Ville                 | Salmiech                         | Rétablissement                              | 28 avril 1834 (Ordonnance)      | 28 avril 1834 (Ordonnance)      |
| Castelnau-Pégayrols                  | Saint-Beauzély                   | Rétablissement                              | 4 avril 1834 (Ordonnance) ,     | 4 avril 1834 (Ordonnance) ,     |
| La Couvertoirade                     | Sauclières                       | Rétablissement                              | 4 avril 1834 (Ordonnance) ,     | 4 avril 1834 (Ordonnance) ,     |
| La Cresse                            | Rivière                          | Démembrement                                | 4 avril 1834 (Ordonnance)       | 4 avril 1834 (Ordonnance)       |
| L'Hospitalet                         | La Cavalerie                     | Rétablissement                              | 4 avril 1834 (Ordonnance) ,     | 4 avril 1834 (Ordonnance) ,     |
| Noailhac                             | Saint-Cyprien                    | Démembrement                                | 4 avril 1834 (Ordonnance)       | 4 avril 1834 (Ordonnance)       |
| Decazeville                          | Aubin                            | Démembrement et suppression de Saint-Michel | 3 novembre 1833 (Ordonnance)    | 3 novembre 1833 (Ordonnance)    |
| Decazeville                          | Firmi                            | Démembrement et suppression de Saint-Michel | 3 novembre 1833 (Ordonnance)    | 3 novembre 1833 (Ordonnance)    |
| Decazeville                          | Flagnac                          | Démembrement et suppression de Saint-Michel | 3 novembre 1833 (Ordonnance)    | 3 novembre 1833 (Ordonnance)    |
| Decazeville                          | Livinhac-le-Haut                 | Démembrement et suppression de Saint-Michel | 3 novembre 1833 (Ordonnance)    | 3 novembre 1833 (Ordonnance)    |
| Decazeville                          | (Saint-Michel) (canton d'Aubin)  | Démembrement et suppression de Saint-Michel | 3 novembre 1833 (Ordonnance)    | 3 novembre 1833 (Ordonnance)    |
| Sévérac-l'Eglise                     | Laissac                          | Démembrement                                | 31 juillet 1833 (Ordonnance)    | 31 juillet 1833 (Ordonnance)    |
| Combret (canton de Saint-Sernin)     | Laval-Roquecezière               | Démembrement                                | 12 février 1833 (Ordonnance)    | 12 février 1833 (Ordonnance)    |
| Saint-Sever                          | Murasson                         | Démembrement                                | 12 février 1833 (Ordonnance)    | 12 février 1833 (Ordonnance)    |
| Paulhe                               | Compeyre                         | Démembrement                                | 27 août 1828 (Ordonnance)       | 27 août 1828 (Ordonnance)       |
| Verrières (canton de Saint-Beauzély) | Saint-Léons                      | Rétablissement                              | 8 mai 1828 (Ordonnance)         | 8 mai 1828 (Ordonnance)         |
| Palmas                               | Laissac                          | Démembrement                                | 22 avril 1826 (Ordonnance)      | 22 avril 1826 (Ordonnance)      |

## Modifications de nom officiel
| Ancien nom                       | Nouveau nom                   | Date (et nature) de la décision |
| -------------------------------- | ----------------------------- | ------------------------------- |
| Cransac                          | Cransac-les-Thermes           | 8 janvier 2025 (Décret)         |
| Luc                              | Luc-la-Primaube               | 12 septembre 2005 (Décret)      |
| Enguialès                        | Le Fel                        | 7 août 1996 (Décret)            |
| Almon-les-Junies                 | Almont-les-Junies             | 26 mars 1993 (Décret)           |
| Montpaon                         | Fondamente                    | 13 mai 1987 (Décret)            |
| Sauveterre                       | Sauveterre-de-Rouergue        | 3 avril 1962 (Décret)           |
| Clairvaux                        | Clairvaux-d'Aveyron           | 26 février 1958 (Décret) ,      |
| Entraygues                       | Entraygues-sur-Truyère        | 26 février 1958 (Décret) ,      |
| Lacroix                          | Lacroix-Barrez                | 26 février 1958 (Décret) ,      |
| Saint-Christophe                 | Saint-Christophe-Vallon       | 26 février 1958 (Décret) ,      |
| Saint-Côme                       | Saint-Côme-d'Olt              | 26 février 1958 (Décret) ,      |
| La Salvetat                      | La Salvetat-Peyralès          | 26 février 1958 (Décret) ,      |
| Vabres                           | Vabres-l'Abbaye               | 1er août 1955 (Décret)          |
| Castelnau (canton d'Espalion)    | Castelnau-de-Mandailles       | 7 septembre 1954 (Décret)       |
| Saint-André                      | Saint-André-de-Najac          | 7 septembre 1954 (Décret)       |
| Sainte-Eulalie                   | Sainte-Eulalie-d'Olt          | 7 septembre 1954 (Décret)       |
| Vabre (canton de Rieupeyroux)    | Vabre-Tizac                   | 7 septembre 1954 (Décret)       |
| Prohencoux                       | Mounes-Prohencoux             | 16 mars 1950 (Décret)           |
| Balaguier                        | Balaguier-d'Olt               | 3 décembre 1936 (Décret)        |
| Balaguier                        | Balaguier-sur-Rance           | 3 décembre 1936 (Décret)        |
| Marcillac                        | Marcillac-Vallon              | 3 décembre 1936 (Décret)        |
| Saint-Amans                      | Saint-Amans-des-Cots          | 3 décembre 1936 (Décret)        |
| Saint-Chély                      | Saint-Chély-d'Aubrac          | 3 décembre 1936 (Décret)        |
| Saint-Geniez                     | Saint-Geniez-d'Olt            | 3 décembre 1936 (Décret)        |
| Tauriac                          | Tauriac-de-Camarès            | 19 décembre 1934 (Décret)       |
| Tauriac                          | Tauriac-de-Naucelle           | 19 décembre 1934 (Décret)       |
| Morlhon                          | Morlhon-le-Haut               | 10 mars 1928 (Décret)           |
| Almon                            | Almon-les-Junies              | 14 janvier 1924 (Décret)        |
| Agen                             | Agen-d'Aveyron                | 24 octobre 1919 (Décret)        |
| Anglars                          | Anglars-Saint-Félix           | 24 octobre 1919 (Décret)        |
| Arnac                            | Arnac-sur-Dourdou             | 24 octobre 1919 (Décret)        |
| Auriac                           | Auriac-Lagast                 | 24 octobre 1919 (Décret)        |
| Belmont                          | Belmont-sur-Rance             | 24 octobre 1919 (Décret)        |
| Brousse                          | Brousse-le-Château            | 24 octobre 1919 (Décret)        |
| Canet                            | Canet-de-Salars               | 24 octobre 1919 (Décret)        |
| Condom                           | Condom-d'Aubrac               | 24 octobre 1919 (Décret)        |
| Florentin                        | Florentin-la-Capelle          | 24 octobre 1919 (Décret)        |
| Gaillac                          | Gaillac-d'Aveyron             | 24 octobre 1919 (Décret)        |
| L'Hospitalet                     | L'Hospitalet-du-Larzac        | 24 octobre 1919 (Décret)        |
| Lescure                          | Lescure-Jaoul                 | 24 octobre 1919 (Décret)        |
| Muret                            | Muret-le-Château              | 24 octobre 1919 (Décret)        |
| Peyrusse                         | Peyrusse-le-Roc               | 24 octobre 1919 (Décret)        |
| Rivière                          | Rivière-sur-Tarn              | 24 octobre 1919 (Décret)        |
| Roquefort                        | Roquefort-sur-Soulzon         | 24 octobre 1919 (Décret)        |
| Saint-Cirq                       | Rullac-Saint-Cirq             | 24 octobre 1919 (Décret)        |
| Saint-Just                       | Saint-Just-sur-Viaur          | 24 octobre 1919 (Décret)        |
| Saint-Saturnin                   | Saint-Saturnin-de-Lenne       | 24 octobre 1919 (Décret)        |
| Saint-Sever                      | Saint-Sever-du-Moustier       | 24 octobre 1919 (Décret)        |
| Saint-Symphorien                 | Saint-Symphorien-de-Thénières | 24 octobre 1919 (Décret)        |
| Sainte-Geneviève                 | Sainte-Geneviève-sur-Argence  | 24 octobre 1919 (Décret)        |
| Sainte-Juliette                  | Sainte-Juliette-sur-Viaur     | 24 octobre 1919 (Décret)        |
| Vézins                           | Vézins-de-Lévézou             | 24 octobre 1919 (Décret)        |
| Villefranche                     | Villefranche-de-Rouergue      | 24 octobre 1919 (Décret)        |
| Vitrac                           | Vitrac-en-Viadène             | 24 octobre 1919 (Décret)        |
| Cassagnes-Goutrens               | Goutrens                      | 17 avril 1917 (Décret) ,        |
| Concourès                        | Sébazac-Concourès             | 29 février 1904 (Décret)        |
| Cassagnes-Comtaux                | Cassagnes-Goutrens            | 13 novembre 1900 (Décret)       |
| Privezac                         | Lanuéjouls-Privezac           | 29 janvier 1900 (Décret)        |
| Aurelle                          | Aurelle-Verlac                | 18 mai 1899 (Décret)            |
| Prades                           | Prades-Salars                 | 18 septembre 1897 (Décret)      |
| Saint-Cyprien                    | Saint-Cyprien-sur-Dourdou     | 30 janvier 1897 (Décret)        |
| Saint-Christophe                 | Saint-Christophe-Vallon       | 21 juillet 1896 (Décret)        |
| Saint-Georges (canton de Millau) | Saint-Georges-de-Luzençon     | 4 mai 1896 (Décret)             |
| Saint-Sernin                     | Saint-Sernin-sur-Rance        | 7 septembre 1891 (Décret)       |
| Saint-Julien-d'Empare            | Capdenac-Gare                 | 16 mai 1891 (Décret)            |
| Sainte-Eulalie-du-Larzac         | Sainte-Eulalie-de-Cernon      | 17 juillet 1889 (Décret)        |
| Thouels                          | Lestrade-et-Thouels           | 7 mai 1883 (Décret)             |
| Verrières (canton d'Estaing)     | Sébrazac                      | 11 janvier 1883 (Décret)        |
| Saint-Victor                     | Saint-Victor-et-Melvieu       | 26 janvier 1874 (Décret)        |
| Les Costes                       | Les Costes-Gozon              | 13 février 1856 (Décret)        |

## Modifications de limites communales
Le plus souvent, les modifications des limites communales décidées par arrêtés préfectoraux ne sont pas répertoriées dans le Journal officiel ni dans le Bulletin officiel.
| La commune de ...                       | ... cède du territoire à la commune de ... | Précisions                                                                                 | Date (et nature) de la décision                  |
| --------------------------------------- | ------------------------------------------ | ------------------------------------------------------------------------------------------ | ------------------------------------------------ |
| Séverac-le-Château                      | Rivière-sur-Tarn                           | 34 habitants Superficie de 13 ha 43 a 87 ca                                                | 28 mai 1998 (Décret)                             |
| Pierrefiche-d'Olt                       | Saint-Martin-de-Lenne                      | Superficie de 3 ha 11 a 80 ca                                                              | 2 juin 1987 (Décret)                             |
| Saint-Martin-de-Lenne                   | Pierrefiche-d'Olt                          | Superficie de 3 ha 9 a 71 ca                                                               | 2 juin 1987 (Décret)                             |
| Agen-d'Aveyron                          | Sainte-Radegonde                           | 20 habitants Superficie de 83 ha 72 a 27 ca                                                | 7 novembre 1985 (Décret)                         |
| Clairvaux-d'Aveyron                     | Moyrazès                                   | Hameaux de la Vaysse, Morlières et la Domerguie 18 habitants Superficie de 75 ha 34 a 6 ca | 22 novembre 1979 (Décret) ,                      |
| Salles-la-Source                        | Sébazac-Concourès                          | 7 habitants                                                                                | 9 août 1974 (Décret)                             |
| Goutrens                                | Saint-Christophe-Vallon                    | 94 habitants                                                                               | 11 février 1974 (Décret)                         |
| Saint-Geniez-d'Olt                      | Saint-Saturnin-de-Lenne                    | 4 habitants                                                                                | 5 juin 1973 (Décret)                             |
| Rivière-sur-Tarn                        | Séverac-le-Château                         | Hameau d'Argeliez 6 habitants                                                              | 19 février 1963 (Décret)                         |
| Quins                                   | Naucelle                                   | Hameau de Quincet 57 habitants                                                             | 10 mai 1962 (Décret)                             |
| Rodez Onet-le-Château                   | Onet-le-Château Rodez                      |                                                                                            | 28 février 1962 (Arrêté)                         |
| Anglars-Saint-Félix                     | Rignac                                     | Hameaux de la Calmette, Raynals, la Badoque et Racanel 35 habitants                        | 24 août 1961 (Décret)                            |
| Saint-Parthem                           | Almon-les-Junies                           | Hameaux de Fau et Puechagut                                                                | 25 janvier 1952 (Décret)                         |
| Clairvaux                               | Mayran                                     | Hameau de Buenne                                                                           | 6 décembre 1948 (Décret)                         |
| Clairvaux                               | Balsac                                     |                                                                                            | 15 novembre 1877 (Décret)                        |
| Belmont                                 | Montlaur                                   | Section de Verrières                                                                       | 16 janvier 1877 (Décret)                         |
| Saint-Jean-et-Saint-Paul                | Marnhagues-et-Latour                       | Section de Laroquebel                                                                      | 25 mars 1863 (Loi)                               |
| Onet-le-Château                         | Sainte-Radegonde                           |                                                                                            | 12 juin 1861 (Loi)                               |
| Colombiès                               | Belcastel                                  |                                                                                            | 11 juin 1859 (Loi)                               |
| Montjaux                                | Viala-du-Tarn                              | Hameaux de Loulayrou, Mégrin et Lacaze                                                     | 6 juin 1857 (Loi)                                |
| Combret                                 | Saint-Sever                                | Territoires de Lagrange et du Lauzié                                                       | 29 juin 1854 (Loi)                               |
| Toulonjac                               | Villefranche                               | Enclave                                                                                    | 11 juin 1852 (Loi)                               |
| Villefranche                            | Toulonjac                                  | Villages de Marmiesse et Mathéby                                                           | 11 juin 1852 (Loi)                               |
| Bournazel                               | Cassagnes-Comtaux                          | Section de Goutrens-Bas                                                                    | 5 juin 1844 (Loi)                                |
| Le Truel                                | Villefranche-de-Panat                      |                                                                                            | 2 juin 1844 (Loi)                                |
| Livinhac-le-Haut                        | Decazeville                                | Section de Saint-Roch                                                                      | 7 août 1839 (Loi)                                |
| Saint-Martin-de-Bouillac                | Asprières                                  | Enclave                                                                                    | 9 novembre 1834 (Ordonnance)                     |
| Lescure                                 | Lunac                                      |                                                                                            | 9 novembre 1834 (Ordonnance)                     |
| Najac                                   | Villevayre                                 |                                                                                            | 9 novembre 1834 (Ordonnance)                     |
| Puech-de-Fraysse                        | Tholet                                     | Enclave                                                                                    | 29 mai 1834 (Loi)                                |
| Salles-Curan                            | Canet                                      | Enclaves                                                                                   | 29 mai 1834 (Loi)                                |
| Anglars                                 | Prévinquières                              | Enclave                                                                                    | 29 mai 1834 (Loi)                                |
| Belmont                                 | Saint-Sernin                               | Enclaves                                                                                   | 12 février 1833 (Ordonnance)                     |
| Farreyroles                             | Saint-Sernin                               | Enclaves                                                                                   | 12 février 1833 (Ordonnance)                     |
| Farreyroles                             | Saint-Juéry                                | Enclave                                                                                    | 12 février 1833 (Ordonnance)                     |
| Saint-Juéry                             | Martrin                                    | Enclaves                                                                                   | 12 février 1833 (Ordonnance)                     |
| Montels                                 | Martrin                                    | Enclaves                                                                                   | 12 février 1833 (Ordonnance)                     |
| Montels                                 | Coupiac                                    | Enclave                                                                                    | 12 février 1833 (Ordonnance)                     |
| Coupiac                                 | Plaisance                                  | Enclave                                                                                    | 12 février 1833 (Ordonnance)                     |
| Ceignac                                 | Manhac                                     | Hameau de Naves                                                                            | 1832                                             |
| Salles-Curan                            | Pont-de-Salars                             | Village d'Alaret                                                                           | 30 mars 1831 (Ordonnance)                        |
| Crespin                                 | Tauriac                                    | Village de Bertrazet                                                                       | 20 mai 1829 (Ordonnance)                         |
| Cassagnes                               | Saint-Just                                 | Hameau de Mas Ricart et enclaves                                                           | 20 mai 1829 (Ordonnance)                         |
| Centrès                                 | Saint-Just                                 | Hameau de Mas Ricart et enclaves                                                           | 20 mai 1829 (Ordonnance)                         |
| Lentin                                  | Saint-Just                                 | Hameau de Mas Ricart et enclaves                                                           | 20 mai 1829 (Ordonnance)                         |
| Cassagnes-Bégonhès                      | Centrès                                    | Villages de Gargaras, Fontbonne, Soulages et Lacon et les villages de la Tourre et Laval   | 20 mai 1829 (Ordonnance)                         |
| Taussac                                 | Lacroix                                    | Petite portion de terrain                                                                  | 20 mai 1829 (Ordonnance)                         |
| Lacroix                                 | Brommat                                    | Enclave                                                                                    | 20 mai 1829 (Ordonnance)                         |
| La Ramière (Lot) Fontainous-la-Gardelle | Fontainous-la-Gardelle La Ramière (Lot)    |                                                                                            | 1er décembre 1803 (Arrêté) (9 frimaire an 12)    |
| Capdenac (Lot)                          | Saint-Julien-d'Empare                      | Limite fixée par la rivière du Lot depuis Bouillac jusqu'à Cajarc                          | 1er septembre 1803 (Arrêté) (14 fructidor an 11) |
| Montbrun (Lot)                          | Saujac                                     | Limite fixée par la rivière du Lot depuis Bouillac jusqu'à Cajarc                          | 1er septembre 1803 (Arrêté) (14 fructidor an 11) |

## Communes associées
Liste des communes ayant, ou ayant eu (en italique), à la suite d'une fusion, le statut de commune associée.
| Nom de la commune | Code INSEE | Fusion-association                      | Fusion-association | Fusion-association   | Fusion-association                       | Défusion                              | Défusion        | Défusion                                   |
| Nom de la commune | Code INSEE | date de la décision                     | date d'effet       | commune absorbante   | nom de la commune résultant de la fusion | date de la décision                   | date d'effet    | commentaire                                |
| ----------------- | ---------- | --------------------------------------- | ------------------ | -------------------- | ---------------------------------------- | ------------------------------------- | --------------- | ------------------------------------------ |
| Loupiac           | 12132      | arrêté préfectoral du 13 septembre 1973 | 1er novembre 1973  | Salvagnac-Saint-Loup | Causse-et-Diège                          |                                       |                 |                                            |
| Les Albres        | 12003      | arrêté préfectoral du 14 novembre 1974  | 1er janvier 1975   | Viviez               | Viviez-les-Albres                        | arrêté préfectoral du 3 novembre 1978 | 7 décembre 1978 | Viviez-les-Albres reprend le nom de Viviez |